# Яблоко (партия)
Росси́йская объедине́нная демократи́ческая па́ртия «Я́блоко» — действующая зарегистрированная российская левоцентристская политическая партия.
Основана 25 октября 1993 года как избирательный блок христианских демократов (РХДС-НД), центристов (РПРФ), социал-демократов (СДПР), зелёных (РЭС) и феминисток (НЖФ), а также беспартийных политологов, социологов и экономистов ЭПИцентр под названием «Блок: Явлинский — Болдырев — Лукин» в честь лидеров крупнейших сил блока. 5 января 1995 года блок был оформлен как общественное объединение «ЯБЛОКО», а 15 марта 1998 года как общероссийская политическая общественная организация «Объединение ЯБЛОКО». 26 апреля 2002 года зарегистрирована как политическая партия. Начиная с 2015 по 2020 года, пыталась аккуратно реформироваться, стать массовой либеральной партией, и в этот период отличилась относительно хорошими результатами на выборах. Однако, партия, опасаясь возможного лишения регистрации и усиленного давления властей на фоне электоральных успехов, угрожающих устойчивости вертикали власти, в 2020 году, фактически перешла в режим самоконсервации, чтобы выжить и сохранить саму себя, подавляя и исключая излишне активных членов партии. Начиная с того же 2020 года, партия получает постоянные отказы в регистрациях на выборы в региональные парламенты и губернаторские выборы, что вызывает серьёзные опасения у независимых СМИ о целенаправленной кампании по лишению партии регистрации, указывая на очевидную тенденцию по снижению одобренных списков и зарегистрированных кандитов, и при продолжении тенденции, партия может быть лишена регистрации.
В марте 2002 года партия стала полноправным членом Либерального интернационала, а до этого с ноября 1998 года была в статусе наблюдателя. С 2006 по 2025 год, «Яблоко» входила в Альянс либералов и демократов за Европу (ALDE) до момента признания альянса «нежелательной организацией».
Структуру партии представляют региональные, местные и первичные отделения. Номинально, РОДП «Яблоко» имеет региональные отделения в 78 субъектах РФ, которые делятся на более 600 структурных подразделений.
Партия участвовала в выборах депутатов Государственной думы ФС РФ всех восьми созывов. До 2003 года «Яблоко» было представлено фракцией в Государственной думе, а затем, до 2007 года, — отдельными депутатами. Долгое время имела серию избирательных блоков и объединений с другими демократическими силами в рамках коалиции «Яблоко — Объединённые демократы».

## История

### 1993—1995: избирательный блок
Начиная с мая 1993 года, начинаются переговоры между Явлинским, Болдыревым, Павловским и Игруновым (с августа — и Шейнисом) о формировании избирательного блока для участия в будущих выборах и создания демократической оппозиции Ельцину в лице альтернативной либерально-демократической силы. Так, уже летом начинается формирование политического объединения между сотрудниками ИГПИ, ЭПИцентр и умеренно-центристской демократической депутатской фракции СНД РФ «Согласие ради прогресса» во главе Виктора Шейниса.
После событий 3—4 октября 1993 года, объявляется о проведении скорых выборов в новый двухпалатный парламент, для участия в которых 16 октября на собрании демократических политиков, оппозиционных Ельцину, был создан избирательный блок и подписан учредительный протокол «Блок: Явлинский — Болдырев — Лукин» (сокращался журналистами до ЯБЛ или Яблоко), который включил в себя три малые партии: «Российский христианско-демократический союз — Новая демократия», «Республиканская партия Российской Федерации» и «Социал-демократическая партия России». Помимо этого, в блок вошли депутаты бывшей фракции СНД РФ «Согласие ради прогресса», сотрудники ИГПИ и ЭПИцентра, а также члены РЭС и НЖФ. Вскоре, к блоку присоединилась центристская петербургская региональная партия «Региональная партия центра». Руководством избирательного блока стал Координационный совет.
После победы сторонников Ельцина в противостоянии со Съездом народных депутатов, участники блока, как и некоторые политологи, ожидали лёгкой победы либерально-демократических сил, а руководство блока планировало получить около 60-80 мест и занять первое место, воспользовавшись последними событиями и начинающимся недовольством проводимой политикой Бориса Ельцина. Однако, блок на выборах 1993 года получил 7,86 % голосов, заняв шестое место по голосам, и сформировал фракцию в Государственной думе из 27 депутатов. Владимир Лукин впоследствии возглавил комитет госдумы по международным делам, а Михаил Задорнов — комитет по бюджету.
С началом деятельности думы блок был одним из инициаторов работы парламентской комиссии по расследованию событий 3—4 октября 1993 года, однако работа комиссии была сорвана, когда парламентское большинство и администрация президента достигли компромиссного соглашения на основе объявления амнистии всем участникам событий на условиях прекращения расследования, из-за чего Яблоко, находясь в меньшинстве, не смогла продвигать необходимость расследования обеих сторон в тех событиях.
Через региональную партию центра, избирательный блок принял участие в Выборы в Городское Собрание Санкт-Петербурга в 1994 году, и в рамках блока «Любимый город», смогла провести в городское собрание 8 депутатов из 50.

#### Первая чеченская война
С началом первой чеченской войны, избирательный блок занял активную антивоенную позицию, осуждая военное решение кризиса. Так, в конце 1994 года, члены блока приехали в Грозный для переговоров об обмене себя на пленных и убитых солдат, сумев убедить отпустить 7 военнослужащих РФ и вернуть тела убитых.
По мнению партии «Яблоко», чеченская проблема была очень сложной и неоднозначной. Спровоцирована она, по мнению партии, неверной политикой тогдашнего российского руководства, втянувшего Россию в затяжной кровавый конфликт, который унёс сотни тысяч жизней и создал условия для криминального бизнеса в Чечне. Чеченская война вызвала очень большие военные расходы, а также угрожала безопасности многих людей. После разгрома Верховного Совета в 1993 Ельцину нужна была, как считают в партии, «маленькая победоносная война», которая предоставит отличную возможность показать силу власти. К тому же на тот момент чрезвычайно возросла мощь чеченских криминальных сообществ на российской территории, а Джохар Дудаев своими действиями сильно ослабил свои позиции.
Партия «Яблоко», однако, полагала, что восстанавливать конституционный порядок — одно, а демонстрировать силу — другое. Тем более, когда эта демонстрация проводится с целью отвлечения народа от социально-экономического кризиса в стране. 29 ноября 1994 президент России Борис Ельцин предъявил ультиматум всем силам в Чечне. 5 декабря «Яблоко» собрало делегацию, готовую заменить российских военнопленных танкистов — офицеров и солдат Кантемировской дивизии, участвовавших в неудачной попытке штурма Грозного 26 ноября, якобы осуществлявшегося силами антидудаевской оппозиции в качестве заложников. Джохар Дудаев согласился встретиться с российскими депутатами, в числе которых были Григорий Явлинский и Сергей Юшенков. Депутаты прибыли в Грозный, но переговорный процесс был сорван — по мнению Явлинского, это произошло потому, что «переговоры не входили в план властей на маленькую победоносную войну». Мирные инициативы «Яблока» не были восприняты ни широкими массами, ни Государственной Думой. Законопроект «О делегациях по урегулированию вооружённого конфликта в Чеченской Республике» большинство депутатов Думы отказалось рассматривать.
«Лёгкой войны», однако, не получилось — она сильно ударила по всему обществу. Захват Грозного боевиками в марте 1996, через год после того, как город был взят федеральными войсками, продемонстрировал слабость федеральных войск, что привело затем к Хасавюртовским соглашениям. Единственной фракцией, поддержавшей Хасавюртовские соглашения, была фракция «Яблоко». Через 3 года, при импичменте Борису Ельцину «Яблоко» так сформулировало свою позицию:
…Ответственность за эту войну несут не только Ельцин и режим Дудаева. Её несут ещё военные руководители, отдававшие и выполнявшие преступные приказы, глава правительства Черномырдин, его заместители, министры, несут эту вину и политики, одни из которых поддержали эту войну, другие не захотели остановить, а третьи — не смогли. Однако и мы, „Яблоко“, несём ответственность, потому что сделали не всё возможное, не все наши ресурсы были брошены на прекращение бойни. Поскольку уже никто не может исправить то, что случилось, есть только одна ответственность — создать такие условия, при которых случившееся никогда не повторится. Мы, „Яблоко“, считаем себя обязанными сделать все возможное для того, чтобы максимально уменьшить вероятность повторения таких трагедий в будущем. Мы обязаны сегодня создать прецедент наказуемости власти за преступления. Неотвратимая ответственность и наказуемость власти за преступления перед собственным народом и есть настоящая демократия.
В 1994 году из блока в результате раскола ушла часть представителей правого крыла Республиканской партии (так называемая группа Шостаковского-Яковенко) во главе с Владимиром Лысенко, который был исключён по решению Координационного совета за голосования вопреки решению большинства коалиции, а также за самовольное подписание Договора об общественном согласии (хоть и от лица отдельной части коалиции, фракции РПРФ, которая также выступала против данного решения), который предписывал подписантам «консолидацию всех властных структур и политических сил» для решения насущных проблем страны, отказаться от требований каких-либо досрочных выборов, а также содействовать администрации президента в разрешении кризисной ситуации, что воспринималось КПРФ, АПР и ЯБЛоком как соглашение, которое связывает руки оппозиции. Вскоре, отделившееся создадут праволиберальную партию «Демократическая альтернатива».

### 1995—2002: общественное объединение

Эмблема общественного объединения и партии Яблоко (1995—2018)

В рамках объединения оппозиционных демократических сил, а также относительно успешных выборов 1993 года, начинает формироваться основа для создания самостоятельной политической организации. 5—6 января 1995 года проходит Учредительный (I) съезд общественного объединения «Яблоко», на котором собрались представители демократических сил от 53 регионов, а также 28 депутатов Федерального собрания РФ для учреждения общественного объединения «Яблоко», которые приняли устав и избрали руководство: Явлинский стал председателем объединения, Болдырев и Лукин — заместителями председателя. Был сформирован Центральный совет из 52 человек, а также Бюро центрального совета из 15 человек (куда вошли только депутаты фракции в ГД). Были созданы первые региональные отделения, а также принято особое решение о том, что состав регионального отделения может формироваться из местных и региональных партий. Так, в Санкт-Петербурге и Ленинградской области роль регионального отделения Яблока исполняла Региональная партия центра, а в Москве коллективными членами Яблока стали две партии: «Демократическая альтернатива» и «Российская социально-либеральная партия», а также «Социально-либеральное объединение РФ».
Блок разработал и выдвинул Федеральный закон «О соглашениях о разделе продукции», согласно которому иностранные компании получали право разрабатывать российские месторождения, перечисляя часть доходов непосредственно в бюджет РФ, что и являлось основным аргументом в пользу принятия закона в условиях острого дефицита бюджета. Проект закона, разработанного депутатами Яблока, внёс в Госдуму Алексей Мельников.
В 1995 году, Яблоко в качестве общественного объединения выдвинуло свой список на выборы в Государственную думу на II-м съезде общественного объединения «Яблоко» 1—3 сентября. В тот же период, Юрий Болдырев покинул партию из-за принципиального несогласия с Соглашением о разделе продукции, посчитав, что этот закон якобы понесёт угрозу для национальной экономики и всё больше уходя в сторону национал-патриотического движения.
В связи с тем, что «Яблоко» возникло и развивалось в русле демократического движения как альянс политических групп, представлявших различные идеологические течения — либералов, социал-демократов, христианских демократов, в процессе формирования партии необходимо было определиться с тем, какую «нишу» в партийно-политическом спектре она займёт — станет ли она в конечном итоге социал-демократической или либеральной партией. Нужно было также решить, какая именно формула либерализма может наиболее точно выразить её идейное кредо. Решающим фактором, повлиявшим на такое решение, стало отношение к происходящим изменениям в стране. Так, на II съезде «Яблока» (сентябрь 1995) был принят программный документ «Путь российских реформ», содержавший негативную оценку первых итогов российских преобразований, которые были охарактеризованы следующим образом:
- политика — авторитарные тенденции, сопровождающиеся дезорганизацией и беспорядком;
- экономика — не создан фундамент для экономического роста;
- общество — нарастающее недовольство и разочарование вследствие ухудшения социальной обстановки и резкого падения уровня жизни.

В документе съезда было сформулировано принципиальное видение реформ — что они должны проводиться в интересах большинства населения.
Была выдвинута идея возвращения парламенту контрольных полномочий (то есть перехода к парламентской республике) и устранения, таким образом, возможности присвоения одним органом власти полномочий другого. Выдвижение этих принципов означало утверждение «Яблока» в качестве политического объединения социально-либерального типа.
На этапе регистрации к парламентским выборам 1995 года, объединение столкнулось с попытками ЦИК отказать в регистрации Яблоку по формальной причине, заявив, что сразу несколько выбывших из списка кандидатов не предоставили об этом собственные заявления, однако в ходе судебных тяжб Верховный суд постановил зарегистрировать список Яблока. По итогам выборов, Яблоко стало единственной демократической политической силой, которая сохранила свою фракцию в ГД. Так, партия получила 6,89 % голосов, 31 депутата по спискам, 14 по одномандатным округам. Ещё один независимый депутат позже присоединится к фракции. Всего в думе было 46 депутатов от фракции. Представители «Яблока» получили посты председателей нескольких комитетов Государственной Думы: по бюджету, банкам и финансам — Михаил Задорнов, по международным делам — Владимир Лукин, по природным ресурсам и природопользованию — Алексей Михайлов и Михаил Глубоковский, по экологии — Тамара Злотникова.
Всего, за период своей деятельности в ГД II-го созыва, фракция разработала около 150 законопроектов (из которых по итогу были приняты 32), среди которых находится: бюджетный кодекс РФ, законодательная база по инвестиционным законам и законам о местном самоуправлении, налоговый кодекс и избирательный кодекс, законы «Об индивидуальном учете пенсионных взносов», «О негосударственных пенсионных фондах», «Об обеспечении конституционных прав граждан РФ избирать и быть избранными в органы местного самоуправления», «О внесении дополнения в Федеральный закон «Об общих принципах организации местного самоуправления в РФ», «О внесении дополнений в Федеральный закон «Об основных гарантиях избирательных прав граждан РФ», «О внесении изменений и дополнений в Гражданский процессуальный кодекс РСФСР», законы «Об экологический безопасности», «О внесении изменений и дополнений в Закон РФ «Об охране окружающей природной среды», «Об охране атмосферного воздуха», «О питьевой воде», «О почвах», «О государственной политике в области экологического образования», «Об охране озера Байкал», «О безопасном обращении с пестицидами и агрохимикатами», «О статусе военнослужащих», «Об альтернативной гражданской службе». Также, фракция внесла несколько тысяч поправок к законопроектам, из которых около сотни — относятся к трудовому кодексу РФ. Автор поправок к закону «О воинской обязанности и военной службе», устанавливающий и регламентирующий отсрочку от воинской службы для учащихся высших и средних учебных заведений.
В рамках выборов губернатора Санкт-Петербурга, главный конкурент действующего губернатора Анатолия Собчака — Владимир Яковлев начал строить вокург себя коалицию из оппозиционных сил, убедив кандидата от Яблока — Игоря Артемьева снять свою кандидатуру с выборов и поддержать его в обмен на сотрудничество после выборов. После победы Яковлева, Игорь Артемьев был назначен первым вице-губернатором, приведя объединение в исполнительную власть Санкт-Петербурга. После выборов Яблоко заняла несколько постов в администрации Санкт-Петербурга: Игорь Артемьев стал первым вице-губернатором и главой Комитета финансов, Алексей Чумак возглавил Комитет по транспорту, кроме них члены Яблока получили несколько постов заместителей Комитетов.
Во время выборов Президента РФ 1996 года Явлинскому предложили войти в состав правительства. Лидер «Яблока» в качестве условия потребовал прекратить военные действия в Чечне, внести серьёзные коррективы в социально-экономическую политику. Кроме того, он потребовал отправить в отставку премьер-министра Виктора Черномырдина, руководителя Службы безопасности Президента РФ Александра Коржакова, первого вице-премьера Олега Сосковца, министра обороны Павла Грачёва, руководителя администрации президента Николая Егорова, директора ФСБ Михаила Барсукова. Эти условия приняты не были, и вхождение Явлинского и его команды в правительство не состоялось. Некоторые члены фракции «Яблоко» всё же принимали предложения исполнительной власти: так, Михаил Задорнов и Оксана Дмитриева вошли в правительство, за что были исключены из партии. Также «Яблоко» покинули Иван Грачёв и Вячеслав Игрунов. Сам же на выборах Явлинский пытался сформировать третью коалицию против Ельцина и Зюганова, но данная инциатива провалилась.
30 ноября — 1 декабря прошёл V съезд общественного объединения «Яблоко», где было принято решение о преобразовании в политическое движение. До съезда, Яблоко развивалось как горизонтальная структура, из-за чего Яблоком себя могли называть две или три совершенно разных объединения. В рамках же принятого на съезде решения, было принято решение о необходимости избавления от дублирования структур и коллективного членства, однако юридические обязательства были наложены только на VI-м съезде.
В 1997 году были избраны первые мэры от Яблока: Олег Юртаев в Кропоткине и Роман Бзенко в Югорске. Оба мэра в позитивном свете отличились: при Юртаеве в городе появился интернет, а при Бзенко резко вырос уровень жизни, и Югорск стал вторым городом в ХМАО по уровню жизни. На выборах в Мосгордуму, при заметном административном давлении, было избр ано лишь три депутата от Яблока.
На муниципальных выборах Санкт-Петербурга 1998 года, Яблоко получила большинство мест в 11 МО, а всего избрано депутатов — 228. Валерий Мамонтов избран мэром в Костомукше. При нём город станет первым в Республике Карелия, который избавится от долгов по зарплате.
В период с 14 по 15 марта того же года прошёл VI-ой съезд общественного объединения «Яблоко», на котором оно было преобразовано общероссийскую политическую общественную организацию «Объединение ЯБЛОКО» для того, чтобы в соответствии с новым законодательством иметь право на участии в федеральных выборах. Также, были приняты правки в устав, в рамках которых для получения членства было необходимо пройти кандидатский стаж (от полугода до года), а также иметь рекомендацию двух действующих членов партии. Помимо этого, был внесён запрет на коллективное членство политическим организациям объединения, а также самим членам Яблока. Также, было высказан план о преобразовании объединения в партию к 1999 году.
7 июня 1998 года произошло первое политическое убийство члена Яблока: редактор независимой газеты «Советская Калмыкия сегодня» и сопредседатель Калмыкского РО Яблока, Лариса Алексеевна Юдина была забита насмерть из-за своей антикоррупционной деятельности.
В ноябре 1998 года объединение «Яблоко» получает статус наблюдателя при Либеральном интернационале.
В мае 1999 года фракция голосовала за импичмент главе государства — основная масса депутатов поддержала обвинение президента в развязывании войны в Чечне, а 24 депутата голосовали и за импичмент Ельцину по обвинению в вооружённом разгоне Верховного Совета в октябре 1993 года. «Яблочники», однако, отказались поддержать другие статьи обвинений, в том числе предложенную КПРФ статью о «геноциде русского народа». «Яблоко» критиковало президентскую и правительственную политику и регулярно голосовало против проектов государственных бюджетов, вносимых Кабинетом министров в Думу.

#### Вторая чеченская война
С началом второй чеченской войны, фактически была единственной крупной политической силой, выступавшей против возобновления боевых действий, призывая вернуться к дипломатическим методам разрешения кризиса. На фоне осуждения второй чеченской войны и начавшейся кампании по дискредитации партии, рейтинг Яблока рушится с 19% до 7-8%.
Тем временем, долгосрочного мира не получилось и в итоге события быстро переросли во Вторую чеченскую войну. «Яблоко», тем не менее, и тогда выступало за возможность переговоров. В октябре 2002 года в ходе захвата чеченскими террористами заложников в театральном центре на Дубровке в Москве одним из требований бандитов стало участие в переговорах Григория Явлинского. После трагедии Григорий Явлинский сделал заявление, которое выразило официальную точку зрения партии «Яблоко»:
Мы твёрдо считаем, что не может быть оправдания терроризму — ни политического, ни религиозного, ни благими целями, ни даже так называемыми «симметричными и ответными» мерами, ни какого-либо другого. Убийству или угрозе, шантажу убийством ни в чём не повинных, беззащитных людей оправданий не бывает. В этом смысле причиной терроризма являются не бедность или страдания и даже не месть (которая направлена на виноватого), а безграничная подлость… Несомненно, вставшие на путь террора должны быть преданы правосудию либо, если это невозможно, ликвидированы. Однако происшедшее с новой остротой ставит вопрос об урегулировании вооружённого конфликта в Чечне, о прекращении зачисток, пыток, похищения людей, внесудебных расправ, издевательств, беспредельного физического насилия — по существу о прекращении жесточайшей войны по изничтожению целого народа. Требуется многократная активизация всех усилий по поиску политических путей прекращения войны. Из этой трагедии необходимо извлечь все уроки.
Обладая довольно высоким рейтингом летом 1999 года (от 13 до 19 процентов), VII съезд, проходивший в два этапа 27—28 августа и 19—20 сентября, ставит перед собой цель в удвоении текущей фракции в ГД на ближайших выборах. Однако из-за активной агитации властей за движение Единство, появившегося на федеральном уровне административного давления, а также активную антивоенную позицию, рейтинг Яблока сократился вдвое. По итогам выборов, организация получила 5,93 % голосов, а фракция сократилась более, чем в два раза, отражая резкое падение популярности из-за своей антивоенной позиции — фракция насчитывала 21 депутата, из которых 4 победили в одномандатных округах, а один присоединился позже, будучи независимым депутатом.
16 августа 1999 года 18 членов фракции «Яблоко», включая Явлинского, проголосовали за назначение Владимира Путина председателем правительства, 4 воздержались, 8 проголосовали против, 15 не голосовали.
В мае 2000 года за назначение Михаила Касьянова премьер-министром проголосовали 4 депутата фракции «Яблоко», 8 человек проголосовали против и 4 воздержались. Также «Яблоко» поддержало разработанный при участии депутата фракции Михаила Задорнова законопроект о введении вместо прогрессивной шкалы налогообложения плоской шкалы подоходного налога.
На выборах президента России в 2000 году, Явлинский занимает третье место, набрав 5,8%.
После парламентского кризиса, где было отброшено пакетное соглашение прошлых созывов по вопросам формирования комитетов ГД (ранее они формировались пропорционально полученным местам у партий, а также каждая партия получало председательство в одном из комитетов), а также прохождения иной либерально-оппозиционной партии в лице Союза правых сил, 19 апреля 2000 года был сформирован Координационный совет двух фракций, намереваясь совместными силами работать над законопроектами и внесениями в них поправок. До этого, в рамках протеста против нарушения соглашений, Яблоко с СПС, Регионами России и Отчеством, объявили о месячном бойкоте, который был проигнорирован коалицией КПРФ, ЛДПР и Единства, позволив одним ударом обезглавить и минимизировать любое влияние оппозиционных и, в первую очередь, либеральных партий. 21 июня Владимир Лукин от Яблока и Ирина Хакамада от СПС подписали соглашение «О мерах по объединению», намереваясь объединить партию в будущем. На восьмом съезде Яблока выступали представители от СПС. Однако, в мае 2001 года, СПС стал полноценной партией, причём праволиберального толка, из-за чего вопрос об объединении сошёл на нет, как и разговоры о вероятных коалициях — в будущем те принимали лишь ситуативный характер.
С началом Дела НТВ, Яблоко выступила за защиту телеканала и против нарушения свободы СМИ, организуя митинги и забастовки, требуя формирования думской комиссии по расследованию данных событий, хоть и безуспешно.
В 2001 году принимаются очередные поправки к федеральному законодательству, в рамках которых только политические партии могли участвовать в выборах. Для преобразования организации, был созван десятый съезд Яблока, который прошёл 23—24 декабря и на базе Общероссийской политической общественной организации «Объединение ЯБЛОКО» учредил партия социального либерализма — Российская демократическая партия «Яблоко». К моменту съезда, Яблоко имела 42 депутата в региональных парламентах, 7 мэров городов, 4 спикера городских собраний депутатов и 225 муниципальных депутатов. 26 апреля 2002 года Минюстом была зарегистрирована Российская демократическая партия «Яблоко» (Рег. № 5018). Председателем партии был избран Григорий Явлинский.

### 2002 —н.в.: политическая партия
На 51-м конгрессе Либерального интернационала, проходившем 21—23 марта 2002 года в Будапеште, партия «Яблоко» была принята в ряды этой международной организации в качестве полноправного члена.
По словам заместителя председателя «Яблока» Сергея Иваненко, численность партии в 2002 году составляла 20 тысяч человек.
Лидеры партии выступили активными переговорщиками с террористами на Дубровке. Так, Явлинский срочно выехал из Томска, узнав о событиях в Москве, и вскоре проведя переговоры, тот сумел вывести восьмерых детей.
В июне 2003 года фракция Яблоко проголосовала за вотум недоверия правительству, который, однако, не был одобрен Думой.
С 2003 года положение «Яблока» ухудшилось из-за целого ряда факторов: разгром ЮКОСа сильно сократило финансирование партии, отношения с СПС стали крайне негативными и любая коалиция с ними стала недоступна, а в партии из ниоткуда возник раскол, появилось объединение «Яблоко без Явлинского», где ряд деятелей партии обвиняли его в падении рейтинга, ослабив позиции руководства партии. На выборах в Госдуму 2003 года партия «Яблоко» получила 4,3 % голосов (меньше 5-процентного порога) и не получила мест в Госдуме по партийным спискам (но 4 кандидата от партии прошли по одномандатным округам), что, как считается некоторыми исследователями, является следствием ослабления либеральных деятелей в Кремле и административной поддержкой ЕР. При этом стал широко известным факт звонка Владимира Путина Григорию Явлинскому ночью, во время подсчёта голосов, с поздравлением о победе и до прихода результатов от так называемых «электоральных султанатов». По данным альтернативного подсчёта голосов, Яблоко получила от 5,7 до 6,1 % голосов.
В 2004 году, заместитель председателя партии, Владимир Лукин, назначается Государственной думой Уполномоченным по правам человека, а уже в 2005 году называется «Человеком года» по версии Русского биографического института за свою деятельность на этом посту.

22 апреля 2005 года в связи с завершением судебного процесса над Михаилом Ходорковским и Платоном Лебедевым Григорий Явлинский выступил с открытым заявлением, в котором указал:
Этот процесс не имеет ничего общего с укреплением законности в стране или хотя бы установлением какого-то порядка… Вместо этого он создал в стране атмосферу запугивания и правового хаоса… Число процедурных нарушений в ходе процесса превзошло все возможные пределы, и последствия этого преодолевать придётся очень долго. Наверное, со времён Сталина и расстрельных «антиворовских» указов Хрущёва 1950-х гг. так показательно и грубо не нарушалось право. И после такого громкого прецедента это повлечёт роковые последствия для тысяч предпринимателей по всей стране.
По мнению Явлинского, организуя судебный процесс, российские власти ставили три задачи: не допустить продажи компании «ЮКОС» иностранцам, запугать и подчинить себе российский крупный бизнес, а также поставить «ЮКОС» под контроль определённой группы государственных чиновников. При этом:
Поскольку ни одна из задач не могла быть достигнута законными методами…, использована была грубая сила, под прикрытием, насколько возможно, квазиправовых процедур.
Явлинский считает, что этим процессом «политическая верхушка страны начинает новый этап: физическое преследование и, возможно, уничтожение друг друга… Это война, не имеющая конца. Её цель — уничтожение людей из высших эшелонов власти и бизнеса, нынешних и бывших, уничтожение судеб их близких и семей».
Такое колесо только покати — и его не остановить. Репрессии — месть, новые репрессии — новая месть. Неужели непонятно, что с нынешней верхушкой будет всё то же самое уже через несколько лет…? Сталинское кровавое двадцатилетие показало, что репрессии внутри политического класса непрерывны и бессмысленны — все живут в атмосфере страха перед будущим. Потому что, если наша страна учует запах репрессий и крови, она долго не остановится. Расстрел 1993-го и последовавшая война 1994-го, продолжающаяся более 10 лет, — это из этой области… Посадка в тюрьму Ходорковского и Лебедева — путь именно туда, в репрессии и месть. После этого в безопасности не может уже себя чувствовать никто — ни обвиняемые, ни обвинители, ни члены их семей. Это путь к самоуничтожению нации и страны. Политический класс и верхушка бизнеса России должны понять, что день объявления приговора о тюремном заключении является фактическим началом физического взаимоуничтожения»… <…> Вне сомнения, принять решение может только президент Путин. Нужно исходить из реальностей — итог дела „ЮКОСа“, заключение или незаключение Ходорковского в тюрьму, как и срок этого заключения, всецело зависят от решения Владимира Путина. Он фактически несёт за него политическую и моральную ответственность. Не надо, пользуясь своим властным положением, сажать своих противников (или противников своего окружения) в тюрьму. И так уже многое произошло, чтобы сделать ситуацию необратимой, но в главном — в том, что касается жизни людей, ещё есть возможность остановиться.
10—11 июня 2006 года, после присоединения «Зелёной России» и «Солдатских матерей», на XIII-м съезде партии, название партии было изменено на Российская объединённая демократическая партия «Яблоко» (РОДП «Яблоко»), а также были официально учреждены внутрипартийные фракции. Также, партия «Яблоко» вошла в состав европейской партии Альянс либералов и демократов за Европу (АЛДЕ).
На выборах в Госдуму в 2007 году за «Яблоко» проголосовало 1,59 % избирателей и, соответственно, партия не прошла в Государственную Думу, при этом сообщалась о фальсификациях на выборах, и по данным альтернативного подсчёта голосов, партия набрала 2,15 % голосов. В 2008 году в партии состояло 58 540 человек.
2008 год ознаменовался отходом Григория Явлинского от дел, и переходу должности Председателя партии Сергею Митрохину, а также учреждением нового партийного органа — Политического комитета, который должен будет формировать основную идеологическую позицию и доктрину партии.
В 2011 году, по официальным данным ЦИК, за «Яблоко» проголосовало 3,43 % избирателей (2,25 млн человек). На этих выборах партия улучшила свой результат более, чем в два раза, но всё равно не прошла в Государственную Думу. Однако этот результат дал «Яблоку» государственное финансирование за голоса избирателей. В последующем, не признала выборы, а также активно участвовала в протестах 2011—2013 годов. При этом, по данным альтернативного подсчёта голосов, партия набирала от 4,5 % до 8 % голосов, и должна была пройти в Государственную Думу.
В 2012 году лидер «Яблока» Григорий Явлинский не был зарегистрирован Центризбиркомом в качестве кандидата на выборах президента Российской Федерации.

#### Война на Донбассе и аннексия Крыма
Осудила аннексию Крыма и разжигание вооружённого конфликта на территории Донбасса.
4 марта 2014 года, во время аннексии Крыма Россией, лидер партии Сергей Митрохин осудил законопроект «Справедливой России», позволяющий осуществить присоединение Крыма без согласия Украины, по результатам референдума.
8 марта Политкомитет «Яблока» призвал к проведению международной конференции по Украине.
14 марта Политкомитет «Яблока» выступил с заявлением «Нет войне!», в котором осудило события на Украине и заявил о своей оппозиции неоимперскому курсу Владимира Путина. Также комитет выступил за сохранение территориальной целостности Украины, выполнение всех международных обязательств, следование выработанным за последние десятилетия рациональным подходам в вопросе территорий и призвал президента и политическое руководство России прекратить силовое давление в Крыму, привести численность, места дислокации и порядок передвижения российских войск в соответствие с договорённостями по Черноморскому флоту от 1997 и 2010 годов, полностью снять угрозу использования вооружённых сил России на территории Украины.
16 мая 2014 года бюро «Яблока» назвало отстранение от власти Президента Украины Виктора Януковича в обход процедуры импичмента «вынужденной мерой».
Сергей Митрохин вместе с активистами партии участвовал в Маршах мира, требуя прекращения безответственной агрессивной политики российской власти. Также он потребовал раскрыть информацию о потерях Вооружённых Сил России на юго-востоке Украины.
Сергей Митрохин, открывая заседание Федерального совета 13 декабря 2014 года, заявил о том, что решением вопроса Крыма может стать только легитимный референдум — с согласия Украины и под контролем международных организаций. Предварительно следует провести международную конференцию.
Позиция партии по вопросу о Крыме считается одной из причин провала партии на выборах в сентябре 2016 года. Партия встала в оппозицию к действиям российского правительства, несмотря на предпочтения части своего электората. Член Федерального совета партии от Саратовской области описал своё общение с избирателями в 2014 году так: «Российское общество сказало: нет, Крым наш — а „яблоки“ не наши … мы приняли сторону противника».
По словам председателя «Яблока» Николая Рыбакова в 2022 году, его партия ещё в 2014 году опубликовала «дорожную карту» о плане разрешения российско-украинского кризиса с соответствующими рекомендациями для властей России и Украины, а также для мировых лидеров, но ни один пункт не был выполнен вообще.

#### Попытки реорганизации и реформирования
В 2015 году председателем партии стала Эмилия Слабунова, а партия официально взяла курс на выживание, смену поколения политиков в партии, поиск и продвижение новых лидеров, омоложение кадров.

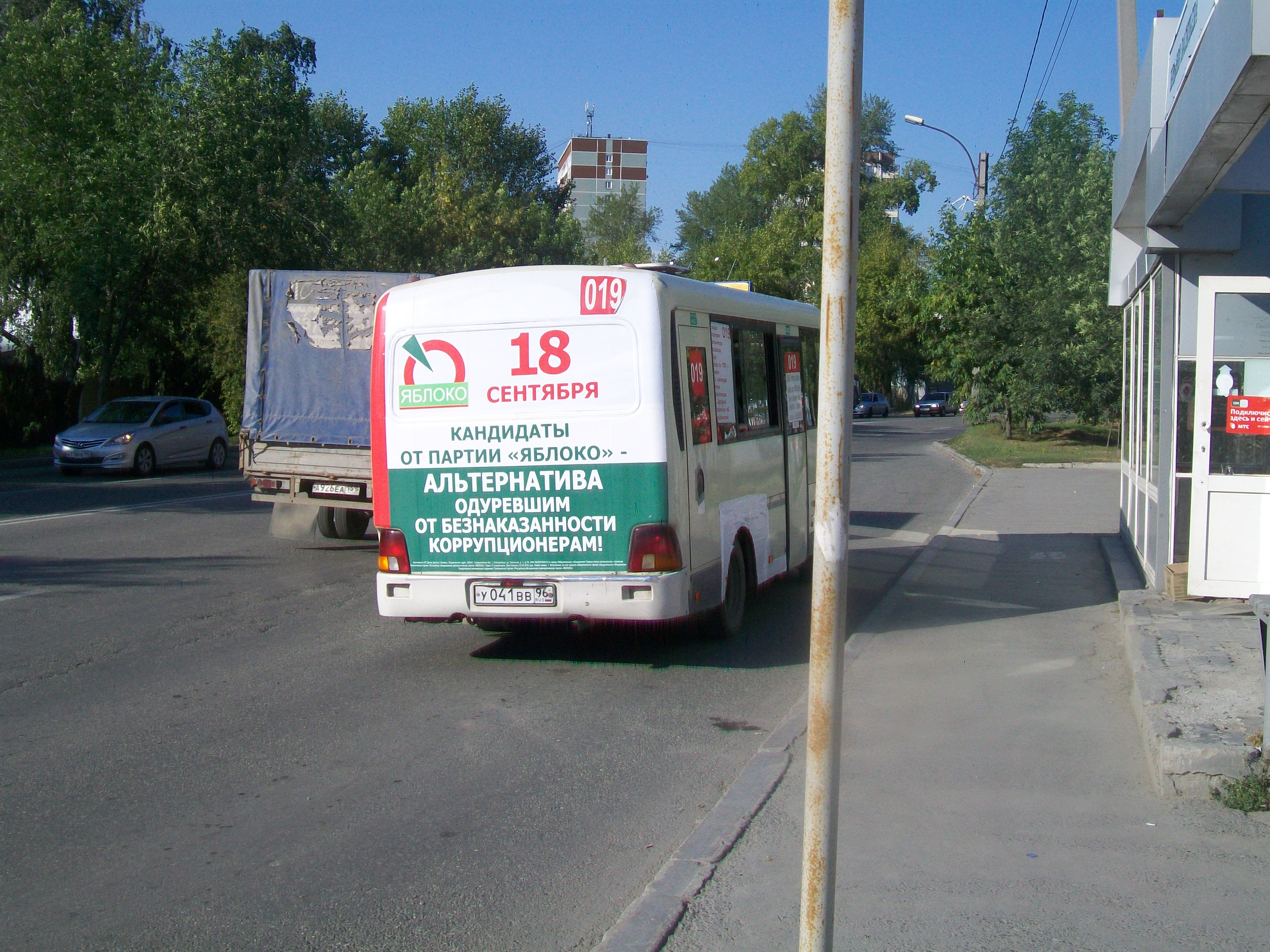
Агитация партии «Яблоко» в Екатеринбурге перед Единым днём голосования 2016 года

В 2016 году, был принят «Меморандум политической альтернативы» — который излагал принципиальные ценности и идеалы партии, и каждый кандидат от партии должен был обязан подписать и поддержать меморандум. Помимо этого, Яблоко попыталась создать широкую демократическую коалицию на выборах 2016 года. Так, в партийный список вошли Владимир Рыжков (ПАРНАС) и Дмитрий Гудков (бывш. СР), Александр Сокуров, Дмитрий Некрасов, Юлия Галямина (5 декабря), Игорь Драндин (Демократический выбор), Алексей Этманов (федерация профсоюзов), Андрей Заякин (Диссернет), Ирек Муртазин (Новая газета) и другие. Однако, по официальным данным ЦИК, за «Яблоко» проголосовало 1,99 % избирателей (1 млн человек), при этом выборы также сопровождались фальсификациями, и Яблоко должно было бы получить 2,54 % по данным альтернативного подсчёта голосов.
В том же году, в партию вступает Максим Кац, стремясь реформировать и оживить партию, однако практически сразу тот встречает сопротивление старожилов Яблока, и исключается из рядов партии по обвинению в «рейдерском захвате», аргументируя тем, что Кац привлёк вместе в собой более 328 человек в партию для своего продвижения. Наиболее активным противником Каца становится Сергей Митрохин, председатель Московского отделения партии, которого хотел заменить Кац.
В 2017 году, партия организовала инициативу «Время вернуться домой» против военной операции России в Сирии, призывая вернуть солдат на родину, и заняться экономическими и социальными проблемами, вместо траты средств на военные действия в Сирии, заявив, что по подсчётам аналитического центра партии, более 1 миллиарда рублей еженедельно тратятся на военную операцию. В рамках инициативы, Яблоко собрало 107 тысяч подписей за вывод войск, а также провела более двух тысяч пикетов.
Тем временем, несмотря на своё исключение, Кац руководит избирательной кампанией Яблока на муниципальных выборах в Москве, в рамках коалиции «Объединённые демократы», и проводит кампанию крайне успешно: Яблоко избирает 176 депутатов, получив относительное большинство в 14 советах и абсолютное большинство в 6 советах. Уже весной 2018 года, решение об исключении аннулируется, и Кац восстанавливается в партии, а его сторонники принимаются в члены партии, вопреки ярому противостоянию этому Сергея Митрохина.
Участвовала в президентских выборах 2018 года, по итогам которой Явлинский занял 5-е место и 1,05% голосов.
В 2018 году, в ответ на заявления группы российских журналисток о сексуальных домогательствах со стороны депутатов государственной Думы, партия Яблоко выступила в поддержку журналисток. Бюро партии выпустило заявление, выражающее солидарность с жертвами, и отметило, что заявления некоторых политиков указывают на то, что сексуальные домогательства являются для них нормой.
В рамках реформ партии, 28 февраля 2019 года, начинается кампания «Громче голос», по которой партия крайне активно призывала своих сторонников вступать в партию, мягко попытавшись её превратить в массовую партию. В том же году, Кац руководит избирательным штабом Яблока на муниципальных выборах в Санкт-Петербурге со значительными успехами: Яблоко не просто впервые за долгие годы получила муниципальное представительство, а стала третьей по числу депутатов силой (Справедливоросы получили 108 мандатов), избрав 99 кандидатов (в т.ч. независимых), получив относительное большинство в 5 советах и абсолютное большинство в 3 советах. Также, значимых успехов партия добивается и на выборах в МГД, где партия вновь получает представительство после более чем десятилетнего отсутствия, получив 4 мандата.
На фоне своих успехов, Кац открыто заявляет о желании продолжать реформирование партии, и стать её новым Председателем. Также, тот открыто критикует прошедшие выборы в Председатели Московского РО, назвав их нелегитимными. Максим Кац и его сторонники активно критикуют партийные институты и избирательные процедуры, требуя их изменений, в ответ на что того исключают из партии. Сам Кац исключения не признал, подтвердил своё желание стать Председателем и заявил об учрежении урабнистической фракции.

#### Партийный кризис
Вскоре после исключения Максима Каца и его сторонников, начались крупномасштабные партийные реформы, которые были официально призваны для превращения партии в кадровую с резервом из сторонников, укрепления партийной дисциплины и ответственности членов партии перед оной, а также введение кандидатского статуса (испытательного срока) перед вступлением в партию и создания строгих ограничений сроков действия и максимального числа сроков для руководящих лиц. Партия, опасаясь возможного лишения регистрации и давления властей на фоне прошлых электоральных успехов, угрожающих устойчивости вертикали власти, фактически переходит в режим консервации, чтобы выжить и сохранить саму себя, подавляя и исключая излишне активных членов партии. Начиная с того же 2020 года, партия получает постоянные отказы в регистрациях на выборы в региональные парламенты и губернаторские выборы, что вызывает серьёзные опасения у независимых СМИ о целенаправленной кампании по лишению партии регистрации, указывая на очевидную тенденцию по снижению одобренных списков и зарегистрированных кандитов, и при продолжении тенденции, партия может быть лишена регистрации.
В октябре 2020 года были опубликованы свидетельства, исходившие якобы от неназванных бывших студенток РГПУ им. Герцена, в которых они заявляли о сексуальных домогательствах со стороны бывшего преподавателя университета и бывшего депутата от Яблока Александра Кобринского, одного из лидеров Петербургского отделения «Яблока». После публикации статьи, со слов одного из членов партии, Бюро петербургского отделения партии Яблоко отказалось создавать комиссию по проверке приведённых в статье свидетельств. Члены партии Яблоко, несогласные с бездействием руководства, по собственной инициативе создали рабочую группу для проверки сведений, указанных в СМИ. По мнению Бюро партии, члены рабочей группы не обладали ни компетенциями, ни полномочиями для выполнения подобной работы. Члены рабочей группы пообщались с авторами материала и девушками, предъявившими претензии, и заявили, что не смогли найти оснований признать информацию ложной. Также члены рабочей группы сообщили, что в ходе их работы к ним обратилась состоящая в партии женщина, заявившая о домогательствах со стороны Кобринского. Заместитель председательницы Гендерной фракции партии Николай Кавказский заявил, что полностью согласен с докладом данной рабочей группы. После, Кобринский подал в суд на автора статьи в издании «Холод». Суд признал сведения о насилии и сексуальных домогательствах, приведённые в статье, не соответствующими действительности и порочащими Кобринского и постановил, что автор статьи должен опубликовать опровержение на своей странице в фейсбуке и выплатить 300 000 рублей компенсации морального вреда. Издание «Народные новости», которое связывают с предпринимателем Евгением Пригожиным, суд обязал удалить одну из статей и выплатить компенсацию в 30 000 рублей. После этого члены партии, входившие в рабочую группу и организовывавшие её работу, были исключены из Яблока «за нанесение политического ущерба», их деятельность в отношении Кобринского была охарактеризована как «травля одного из членов партии».
Выступила против поправок к Конституции, а также предлагала свои альтернативные поправки, выдвинув 8 пакетов поправок, которые были отклонены в Государственной думе. С началом пандемии COVID-19, предложила альтернативные действия по борьбе с пандемией и социально-экономическим кризисом.
В 2020 году председатель партии на тот момент Николай Рыбаков входил в состав Общественного конституционного совета, созданного для разработки альтернативных поправок к Конституции России.
5 марта 2020 года партия обратилась в Верховный суд России с административным иском, в котором оспаривалась законность распоряжения президента Владимира Путина об организации общероссийского голосования по поправкам в Конституцию. Согласно позиции партии, президент данным решением нарушил несколько федеральных законов и превысил свои полномочия. Верховный суд иск не принял.
На выборах в Государственную думу 2021 года Григорий Явлинский впервые в истории партии отказался баллотироваться в депутаты, а федеральный список кандидатов возглавил один человек — председатель «Яблока» Николай Рыбаков, за «Яблоко» проголосовало 1,34 % избирателей (0,75 млн человек).
После того, как Федеральный политический комитет партии 14 октября 2021 года принял решение снимать с выборов кандидатов, поддерживающих идею «Умного голосования» Алексея Навального, ряд членов «Яблока» раскритиковали политику партии и потребовали от руководства сложить полномочия. После того, как 26 октября этого года члены архангельского регионального отделения «Яблока» опубликовали заявление, в котором потребовали отправить центральный политкомитет партии в отставку, из-за принятия «чёрного списка Явлинского», деятельность архангельского отделения была приостановлена. Перед предстоящим в декабре съездом партии, федеральное бюро «Яблока» 19 ноября 2021 года назначило перерегистрацию членов партии.
В декабре 2021 года 189 членов московского отделения партии были лишены регистрации, а 488 «сняты с учёта». После этого в отделении осталось лишь 240 человек. Члены партии подали коллективный иск в суд в связи с лишением их регистрации, то есть запретом определённым партийцам участвовать во внутрипартийных голосованиях.
В декабре 2021 из партии было исключено значительное количество членов, включая главу Гагаринского района Елену Русакову и депутата Мосгордумы Дарью Беседину. Исключённым вменялось в вину подписание открытых писем с критикой руководства и поддержка Умного Голосования. Инициативная группа исключённых членов партии заявила о расколе и объявила о создании общественного движения «Яблоко», включающего как действующих, так и исключённых членов, разделяющих партийные ценности. В качестве целей движения называются смена руководства в партии и «возрождение её изначальных демократических, либеральных и правозащитных принципов». Председателем движения избрана Дарья Беседина.
В период с 7 февраля по 14 октября 2021 года (по 26 октября — если считать открытым письмом решение Архангельского регионального совета) членами партии Яблоко было подписано несколько открытых писем, адресованных руководству партии, делегатам партийного съезда и широкой общественности. Одно из писем касалось несогласия со статьёй Григория Явлинского «Без путинизма и популизма», содержащей критику Алексея Навального. В другом открытом письме критиковались предвыборные заявления партийного руководства (никого из 300 подписавших это письмо членов партии впоследствии не выдвинули на выборах, многих лишили регистрации или исключили из партии). Ещё в одном письме составление Яблоком списка сторонников Умного Голосования называлось публичным доносом. Также одно из писем призывало партию выдвинуть на выборах в Государственную Думу широкую коалицию кандидатов от разных демократических движений и незарегистрированных партий, восстановить исключенных членов, переизбрать руководство и отменить предложенную в 2021 «партийную реформу». Выражение членами Яблока политической позиции в форме подписания открытых писем было признано федеральным бюро партии действием, наносящим партии политический ущерб, и объявлено «борьбой с партией» и основанием для исключения подписавших.
16 апреля 2022 года прошёл четвертый этап XXI съезда партии, на котором делегаты одобрили заключительную часть реформ, направленных на превращение партии в кадровую. Первая часть реформ была проведена в апреле 2021 года, когда был введён годичный испытательный срок для кандидата в члены партии (в 2022 году стаж возрос до 2 лет) и представлены праймериз для кандидатов на разных уровнях. В ходе второй части реформ была ликвидирована категория незарегистрированных членов партии, у которых были партбилеты, но которые не могли избирать и избираться в руководящие органы. Незарегистрированные на момент принятия поправок члены партии, утратив членство, становятся сторонниками партии. Сроки полномочий глав региональных отделений сокращались до 8 лет суммарно (прежде региональные отделения сами устанавливали эти сроки).

#### Вторжение России на Украину
Ещё 13 февраля 2022 года «Яблоко» опубликовала петицию против возможной войны с Украиной. 24 февраля, после начала боевых действий Федеральный политический комитет партии заявил:

«Яблоко» выражает категорический протест против начавшихся боевых действий против Украины. Эта война — война России с объективным ходом истории, война со временем, трагическое выпадение из реальности современного мира.
Последствия этой войны будут длиться очень долго, но сейчас в первую очередь — это трагедия, страдания и гибель людей, и это уже никогда не удастся исправить. Причина произошедшей трагедии — ложь, жестокость и абсолютное безразличие к людям властей России.
Партия «Яблоко» считает войну с Украиной тягчайшим преступлением.
Мы считаем, что эта война противоречит национальным интересам России и уничтожает будущее России.

28 февраля 2022 года фракции «Яблоко» в парламентах Москвы, Санкт-Петербурга, Псковской области и Карелии попытались инициировать обращения своих законодательных собраний к президенту Путину с призывом незамедлительно прекратить военные действия на территории Украины и начать мирные переговоры при международном посредничестве, отвести воинские подразделения в места постоянной дислокации, произвести обмен пленными по принципу «всех на всех». Ряд членов партии «Яблоко» в различных регионах был задержан за участие в антивоенных протестах.
28 февраля 2022 года фракции «Яблоко» в парламентах Москвы, Санкт-Петербурга, Псковской области и Карелии попытались инициировать обращения своих законодательных собраний к президенту Путину с призывом незамедлительно прекратить военные действия на территории Украины и начать мирные переговоры при международном посредничестве, отвести воинские подразделения в места постоянной дислокации, произвести обмен пленными по принципу «всех на всех». Ряд членов партии «Яблоко» в различных регионах был задержан за участие в антивоенных протестах.
18 декабря 2022 представитель «Яблока» в Законодательном собрании Республики Карелия Эмилия Слабунова заявила, что детям, чьи родственники отправились на фронт боевых действий, необходима экстренная психологическая помощь, и призвала расширить штат психологов в детских образовательных учреждениях Карелии и учредить какой-либо кризисный центр в республике. Обращение о принятии соответствующих мер она направила министру просвещения Российской Федерации Сергею Кравцову.
Председатель «Яблока» Николай Рыбаков от имени партии выступает не только за подписание соглашения о прекращении огня, но и об обмене убитыми, ранеными и пленными по принципу «всех на всех» и об обеспечении безопасности объектов атомной энергетики.
25 и 27 декабря 2022 в центральном офисе партии были проведены пять новогодних ёлок для 216 детей украинских беженцев — подопечных Комитета «Гражданское содействие» и фонда помощи беженцам «Дом с маяком».
Генеральная прокуратура РФ приняла решение о признании нежелательной на территории Российской Федерации деятельности международной организации Alliance of Liberals and Democrats for Europe (ALDE) — Объединение либералов и демократов Европы, в которую на тот момент входила партия «Яблоко». В соответствии с действующим российским законодательством Бюро партии «Яблоко» 3 марта 2025 года приняло решение о прекращении всех форм участия в деятельности ALDE

## Организационная структура

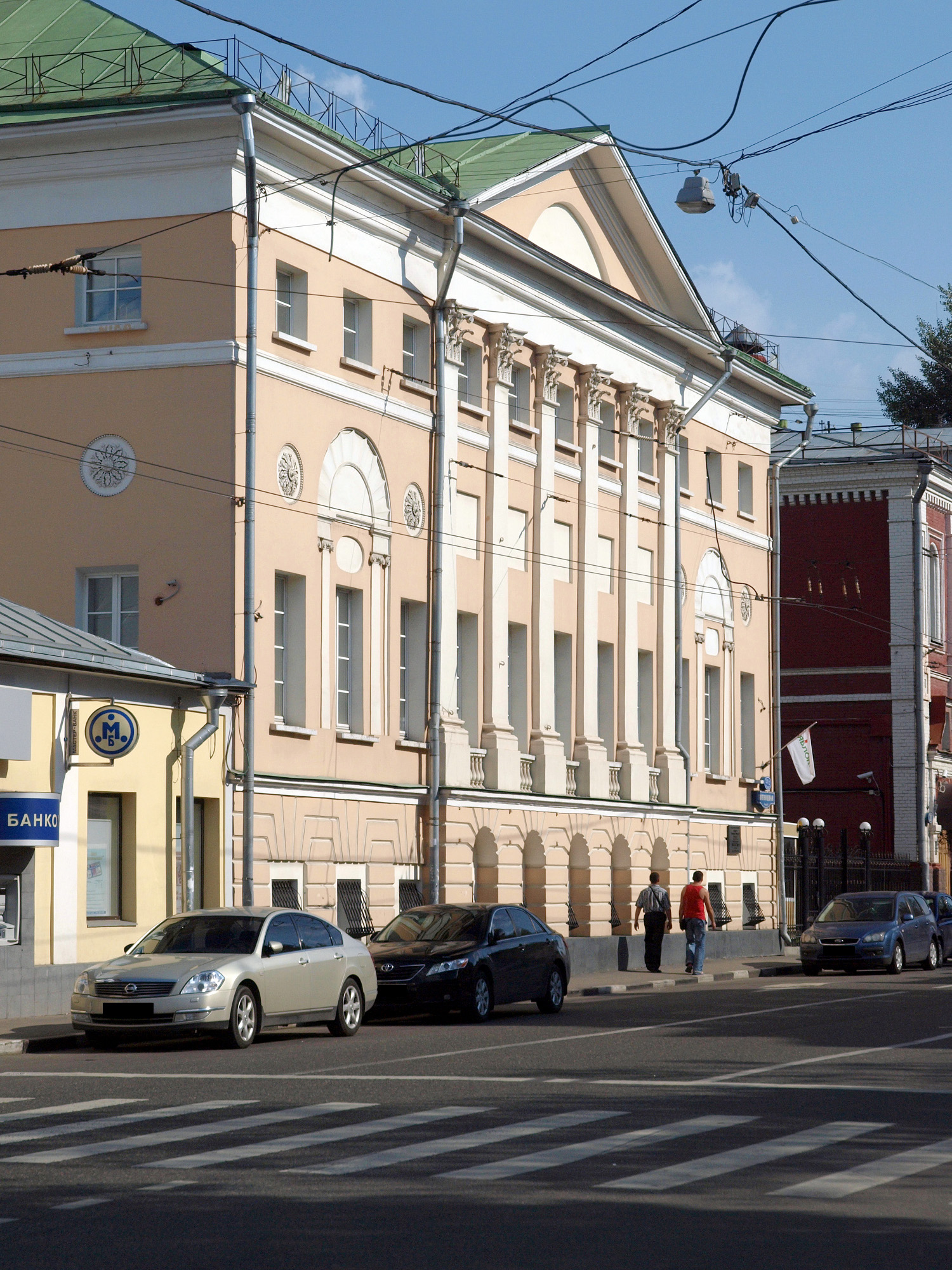
Здание, в котором расположен центральный офис партии «Яблоко»

РОДП «Яблоко» состоит из региональных отделений по одному на субъект федерации, региональные отделения состоят из местных отделений по одному на городской округ или муниципальный район, местные отделения из первичных отделений по одному на городское поселение, сельское поселение или ТОС.
Высший орган — съезд, между съездами — Федеральный совет, между Федеральными советами — Политический комитет, исполнительный орган — Бюро, высшее должностное лицо — Председатель, высший контрольный орган — партийный арбитраж, высший ревизионный орган — Контрольно-ревизионная комиссия.
Высший орган регионального отделения — конференция, между конференциями — региональный совет, исполнительный орган регионального отделения — бюро регионального совета, высшее должностное лицо регионального отделения — председатель регионального отделения, ревизионный орган регионального отделения — контрольно-ревизионная комиссия регионального отделения.
Высший орган местного отделения — конференция, между конференциями — совет местного отделения, исполнительный орган местного отделения — бюро совета местного отделения, высшее должностное лицо местного отделения — председатель местного отделения.
Высший орган первичного отделения — общее собрание, между общими собраниями — совет первичного отделения, высшее должностное лицо первичного отделения — председатель первичного отделения.

#### Институт регистрации членов и процедура их перерегистрации
В партии Яблоко действует разделение членов на так называемых «зарегистрированных» и «не зарегистрированных» (раздел 9 устава). Различие заключается в возможности принимать участие во внутрипартийных голосованиях, ей обладают только зарегистрированные члены (пункт 10.2.2 устава). Время от времени в различных отделениях партии проводится процедура перерегистрации, при которой статуса зарегистрированных лишаются все члены отделения. Необходимость данной процедуры объясняется руководством (на примере Московского отделения) необходимостью «„очистить“ партию от случайных людей, „мертвых душ“ и тех, кто не разделяет ценности партии, нарушает устав и наносит партии политический ущерб».
При этом отдельные яблочники заявляют, что подобная процедура используется партийным руководством для избаления от критикующих само руководство. В 2020 году процедуре подверглось новосибирское отделение (новосибирцев обвиняли в «нечистоплотности», называя так участие в коалиции «Новосибирск 2020»), а также отделение в Санкт-Петербурге. В 2021 году перерегистрация проводилась в Москве и Архангельске. Лишенным регистрации петербуржским, московским и архангельским членам партии ставилось в вину, в частности, подписание открытых писем и заявлений, содержащих критику партийного руководства, что технически нарушало партийный Устав и внутренние документы, где содержится пункт о запрете выноса внутрепартийных дискуссий на публику во избежания расколов. Часть членов Яблока, подвергнувшихся применению к ним процедуры снятия с регистрации, обратились в суд с целью оспорить законность статуса «зарегистрированного члена», так как, по их мнению, законодательство РФ требует предоставления равных прав и возможностей для всех членов политических партий.

### Съезд партии
Высшим органом власти в партии является её съезд, который уполномочен решать любые вопросы по деятельности партии, устанавливать позицию партии по любым внешним или внутренним вопросам. При этом, в его исключительную деятельность входит определение вектора развития партии, принятие и редактура Устава партии, избрание Председателя партии и его заместителей, установление численности и избрание Федерального политического комитета, Федерального бюро, Контрольно-ревизионной комиссии и Арбитража. Съезд не может собираться реже, чем один раз в четыре года.
Вне съездов партии руководят партией, в рамках своей компетенции, Председатели партии, её комитетов и бюро.

#### Список съездов
- I (учредительный) съезд, 5—6 января 1995 года — учреждение общественного объединения, разработка Устава;
- II съезд, 1—3 сентября 1995 года — утверждение программы «Путь российских реформ», выдвижения;
- III съезд, 27—28 января 1996 года — выдвижение Явлинского на выборы Президента РФ 1996 года;
- IV съезд, ?? июня 1996 года — стратегия голосования во время второго тура Президентских выборов 1996 года;
- V съезд, 30 ноября-1 декабря 1996 года — подготовка к преобразованию в движение;
- VI съезд, 14—15 марта 1998 года — преобразование в политическое движение, утверждение кандидатского стажа;
- VII съезд, 27—28 августа 1999 года — утверждение предвыборного списка в ГД III-го созыва;
- VIII съезд, 8—9 июля 2000 года — утверждение стратегии по объединению с СПС;
- IX съезд, 28—29 октября 2000 года — выборы Центрального Совета;
- X (преобразующий) съезд, 23—24 декабря 2001 года — изменение Устава и преобразование в партию;
- XI съезд, 6—7 сентября 2003 года — утверждение предвыборного списка в ГД IV-го созыва;
- XII съезд, 20—21 декабря 2003 года — отказ от участия в выборах Президента РФ 2004 года;
- XIII съезд, 10—11 июля 2006 года — объединение с зелёными и солдатскими матерями, учреждение фракций;
- XIV съезд, 15—16 сентября 2007 года — утверждение предвыборного списка в ГД V-го созыва;
- XV съезд:
  - Первый этап, 26—27 июня 2008 года — работа с Национальной Ассамблеей Российской Федерации, выборы Председателя;
  - Второй этап, 19—20 декабря 2009 года — учреждение Политической платформы, правки в Устав;
- XVI съезд, 10—11 сентября 2011 года — утверждение предвыборного списка в ГД VI-го созыва;
- XVII съезд, 16—17 июня 2012 года — утверждение новой программы;
- XVIII съезд, 19—20 декабря 2015 года — утверждение ограничения числа сроков Председателей партии, выборы Председателя;
- XIX съезд, 3—4 июля 2016 года — утверждение предвыборного списка в ГД VII-го созыва;
- XX съезд, 22—23 декабря 2017 года — выдвижение Явлинского на выборы Президента РФ 2018 года;
- XXI съезд, 14—15 декабря 2019 года — выборы Председателя, партийная реформа;
- XXII съезд, 9—10 декабря 2023 года — выборы Председателя, партийная реформа.

### Председатель партии
По действующему уставу партии, Председатель избирается на четырёхлетний срок съездом партии голосованием квалифицированного большинства. Председатель партии выполняет представительные функции, открывает и председательствует на съездах партии, а также руководит партей в период между заседаниями съездов или совета.
| № | Портрет | Председатель       | Срок         | Заместители | Примечания |
| - | ------- | ------------------ | ------------ | --- | --- |
| 1 |         | Григорий Явлинский | 1993 — 2008  | Владимир Лукин (1993—2004) Юрий Болдырев (1993) Сергей Иваненко (1996—2000) Вячеслав Игрунов (1996—2000) Алексей Арбатов (2001—2008) Игорь Артемьев (2001—2008) Сергей Иваненко (2001—2008) Сергей Митрохин (2001—2008) Сергей Попов (2004—2008) Галина Хованская (2004—2007) Ирина Яровая (2004—2007) Алексей Яблоков (2006—2008) | С 1993 по 1995 — председатель Координационного совета избирательного блока. С 1995 по 2002 — председатель общественного объединения. |
| 2 |         | Сергей Митрохин    | 2008 — 2015  | Пост заместителя председателя был упразднён | |
| 3 |         | Эмилия Слабунова   | 2015 — 2019  | Гнездилов, Александр Валентинович Иваненко, Сергей Викторович Рыбаков, Николай Игоревич | |
| 4 |         | Николай Рыбаков    | 2019 — н. в. | Большаков, Иван Викторович (2019—2023) Вишневский, Борис Лазаревич (2019 — н. в.) Иваненко, Сергей Викторович (2019—2024) Дорохов, Владимир Юрьевич (2023 — н. в.) Круглов, Максим Сергеевич (2023 — н. в.) Черепанова, Анна Федоровна (2023 — н. в.) Шлосберг, Лев Маркович (2023 — н. в.)                                        | |

### Федеральный совет
Федеральный совет является органом, замещающий съезд между созывами, и занимается выработкой политической линии партии между съездами. Он состоит из двух представителей от каждого регионального отделения, а также члены всех федеральных органов власти партии.

### Федеральный политический комитет
Федеральный политический комитет является коллегиальным руководящим органом партии. Он формулирует позицию партии по основным политическим вопросам в период между съездами; вносит представления федеральному бюро партии по ключевым кадровым назначениям; принимает решения об объёмах и основных направлениях финансирования деятельности партии; организует работу федерального совета партии и созывает его заседания. Федеральный политический комитет вправе созывать внеочередные съезды Партии.

### Федеральное бюро
Федеральное бюро партии — постоянно действующий руководящий орган партии. Федеральное бюро принимает политические решения и делает заявления от имени партии в соответствии с решениями Политического комитета, утверждает смету доходов и расходов партии, порядок поступления и расходования средств и отчёт об их исполнении в соответствии с решениями Политического комитета, осуществляет права юридического лица от имени партии и исполняет его обязанности в соответствии с партийным уставом, а также реализует иные полномочия в соответствии с уставом партии.

### Контрольно-ревизионная комиссия
Контрольно-ревизионная комиссия является контрольным органом партии, занимающаяся контролем за ведением хозяйственно-финансовой деятельности партии, её структур и подразделений. Комиссия осуществляет контроль за соблюдением Устава партии в деятельности всех руководящих и иных органов партии.

### Арбитраж
Созываемый орган власти, уполномоченный разрешать споры и конфликты внутри партии.

### Фракции
В настоящее время в соответствии с уставными документами партии в неё входят ряд фракций, имеющих некоторую самостоятельность в действиях:
- Женская (гендерная) фракция[143];
- «Зелёная Россия»[144];
- Правозащитная фракция[145];
- Социал-демократическая фракция[146];
- Молодёжная фракция[147];
- Фракция предпринимателей[148].

В 2010 году к партии «Яблоко» на основании решения своего съезда также присоединилось общественное объединение «Старшее поколение» (оно было образовано на основе части бывшей Российской партии пенсионеров), которое вошло в состав партии как фракция «Старшее поколение».
В 2021 году часть членов региональных отделений, не довольных действиями руководства, планировали создать «фракцию регионов», оппозиционную федеральному руководству. Причиной недовольства стала партийная реформа, подразумевающая всеобщую перерегистрацию с исключением неудобных руководству членов, включая так называемых кацистов. Партийное руководство отреагировало заявлением о невозможности создания фракций по территориальному признаку. Один из инициаторов создания фракции регионов, петербуржский муниципальный депутат Филипп Погорелов, вошёл в созданное в процессе раскола партии в 2022 году Общественное Движение «Яблоко».

## Партийные организации

### Центр антикоррупционной политики
Центр антикоррупционной политики партии «Яблоко» создан в апреле 2011 года. Центр призван воздействовать на политику государства для устранения коррупции на уровне законодательства.
Сотрудники Центра проводят гражданские расследования и готовят аналитические материалы для повышения эффективности государства, сохранения средств бюджета, отставки и юридической ответственности коррумпированных чиновников.
Центр осуществляет мониторинг торгов, ведёт поиск конфликта интересов, выявляет клановые связи и случаи незаконного обогащения чиновников, проводит антикоррупционную экспертизу нормативных актов, разрабатывает рекомендации и законодательные инициативы.

### Молодёжная организация
Молодёжная организация образована в 1995 году Объединением «Яблоко» для выражения своих позиций по всем информационным поводам. Фактически перестала существовать как федеральная структура в 2008 году, после ухода ряда активистов, оставшихся, в партии «Яблоко». Сейчас работает как Молодёжная фракция партии, либо как полуофициальное и неформальное объединение сторонников партии.

### Федеральная партийная школа
Федеральная партийная школа была создана в 2021 году как учебный курс основ политики и истории России, а также самой партии для сторонников и членов партии Яблоко.

## Участие в выборах и представительство в органах власти

### Представительство в органах власти
По данным ЦИК РФ, на момент 2025 года, Яблоко имеет 5 депутатов среди Законодательных собраний субъектов РФ; 7 депутатов в Городских думах столиц субъектов РФ; 55 глав муниципальных образований и/или депутатов органов местного самоуправления. Сама партия в том или ином виде имеет представительство среди органов власти любого уровня лишь в 18 субъектах РФ.

#### Исполнительная ветвь власти
- Хапачев, Аслан Нурбиевич — руководитель Адыгейского управления Федеральной антимонопольной службы России[157].
- Тумуреева, Наталья Николаевна — министр природных ресурсов Республики Бурятия[158].

#### Законодательная ветвь власти
| Региональный парламент | Год выборов и количество мест | Год выборов и количество мест | Год выборов и количество мест | Год выборов и количество мест | Год выборов и количество мест | Год выборов и количество мест | Текущие места | Текущие места | Следующие выборы |
| Региональный парламент | Год выборов и количество мест | Год выборов и количество мест | Год выборов и количество мест | Год выборов и количество мест | Год выборов и количество мест | Год выборов и количество мест | #             | Место         | Следующие выборы |
| Региональный парламент | 2020                          | 2021                          | 2022                          | 2023                          | 2024                          | 2025                          | #             | Место         | Следующие выборы |
| ---------------------- | ----------------------------- | ----------------------------- | ----------------------------- | ----------------------------- | ----------------------------- | ----------------------------- | ------------- | ------------- | ---------------- |
| Республика Карелия     | 3                             | 2                             | 2                             | 2                             | 2                             | 2                             | 2 из 36       | 5-е           | 2026             |
| Псковская область      | 2                             | 1                             | 1                             | 1                             | 1                             | 1                             | 1 из 26       | 6-е           | 2026             |
| Санкт-Петербург        | 2                             | 2                             | 2                             | 2                             | 2                             | 2                             | 2 из 50       | 5-е           | 2026             |

#### Органы местного самоуправления
- Городская дума Великого Новгорода — 1 депутат (Анна Черепанова);
- Екатеринбургская городская дума — 1 депутат (Константин Киселёв);
- Псковская городская дума — 1 депутат (Татьяна Пасман);
- Томская городская дума — 1 депутат (Василий Ерёмин);
- Калужская городская дума — 1 депутат (Алексей Колесников);
- Петрозаводский городской совет — 2 депутата (Дмитрий Рыбаков, Ольга Тужикова).

### Результаты федеральных выборов
| Выборы | Председатель       | Голосов   | %     | Мест      | +/-  | Место | Отношение к власти         |
| ------ | ------------------ | --------- | ----- | --------- | ---- | ----- | -------------------------- |
| 1993   | Григорий Явлинский | 4 233 219 | 7,86% | 27 из 450 | —    | 6-e   | Оппозиция                  |
| 1995   | Григорий Явлинский | 4 767 384 | 6,89% | 45 из 450 | ▲ 18 | ▲ 4-е | Оппозиция                  |
| 1999   | Григорий Явлинский | 3 955 611 | 5,93% | 20 из 450 | ▼ 25 | ▼ 6-е | Оппозиция                  |
| 2003   | Григорий Явлинский | 2 610 087 | 4,37% | 4 из 450  | ▼ 16 | ▲ 5-е | Оппозиция                  |
| 2007   | Григорий Явлинский | 1 108 985 | 1,59% | 0 из 450  | ▼ 4  | ▼ 6-е | Внепарламентская оппозиция |
| 2011   | Сергей Митрохин    | 2 252 403 | 3,43% | 0 из 450  | ▬ 0  | ▲ 5-е | Внепарламентская оппозиция |
| 2016   | Эмилия Слабунова   | 1 051 335 | 1,99% | 0 из 450  | ▬ 0  | ▼ 6-е | Внепарламентская оппозиция |
| 2021   | Николай Рыбаков    | 753 268   | 1,34% | 0 из 450  | ▬ 0  | ▼ 7-е | Внепарламентская оппозиция |

| Выборы | Кандидат                     | Голосов                | %                      | Место                  | Результат              |
| ------ | ---------------------------- | ---------------------- | ---------------------- | ---------------------- | ---------------------- |
| 1996   | Григорий Явлинский           | 5 550 752              | 7,34%                  | 4-е                    | Не избран              |
| 2000   | Григорий Явлинский           | 4 351 452              | 5,80%                  | ▲ 3-е                  | Не избран              |
| 2004   | Не выдвигала кандидата       | Не выдвигала кандидата | Не выдвигала кандидата | Не выдвигала кандидата | Не выдвигала кандидата |
| 2008   | поддержан Владимир Буковский |                        | Отказ в регистрации    |                        |                        |
| 2012   | Григорий Явлинский           |                        | Отказ в регистрации    |                        |                        |
| 2018   | Григорий Явлинский           | 769 644                | 1,05%                  | ▼ 5-е                  | Не избран              |
| 2024   | Не выдвигала кандидата       | Не выдвигала кандидата | Не выдвигала кандидата | Не выдвигала кандидата | Не выдвигала кандидата |

1. ↑  Предоставлены официальные данные ЦИК РФ. По данным оппозиционного подсчёта голосов, а также независимого наблюдения, Яблоко получило от 5.7% до 6.1% голосов, и должна была получить около 17-18 мест без учёта одномандатных округов.
2. ↑  Предоставлены официальные данные ЦИК РФ. По данным оппозиционного подсчёта голосов, а также независимого наблюдения, Яблоко получило около 2.1%, а некоторые её кандидаты победили в одномандатных округах.
3. ↑  Предоставлены официальные данные ЦИК РФ. По данным оппозиционного подсчёта голосов, а также независимого наблюдения, Яблоко получило от 4.6% до 7.3% голосов, и должна была получить 34 мест без учёта одномандатных округов.
4. ↑  Предоставлены официальные данные ЦИК РФ. По данным оппозиционного подсчёта голосов, а также независимого наблюдения, Яблоко получило около 2.5% голосов голосов, а некоторые её кандидаты победили в одномандатных округах.
5. ↑  Предоставлены официальные данные ЦИК РФ. По данным оппозиционного подсчёта голосов, а также независимого наблюдения, Яблоко получило около 4-5% голосов голосов, а некоторые её кандидаты победили в одномандатных округах.

## Идеология

Лидеры партии «Яблоко» на Марше Немцова 29 февраля 2020 года в Москве.

### Политический меморандум
В 2015 году «Яблоко» приняло Политический меморандум, представляющий собой краткое изложение идеологии партии. Новая редакция меморандума принята в 2019 году. Документ в знак поддержки его положений обязаны подписывать кандидаты «Яблока» на выборах всех уровней. Содержание меморандума:
1. Нашей стране необходимы глубокие и всесторонние политические реформы, направленные на переход от авторитарной системы власти к реальному разделению властей, независимому, справедливому и милосердному правосудию, полноценному местному самоуправлению, прозрачности законодательной и исполнительной власти и их подотчётности гражданам, к честным выборам и деполитизации силовых структур.
2. Большевизм и сталинизм являются человеконенавистническими идеологиями и практиками. Государство должно дать правовую оценку государственному перевороту 1917—1918 гг. и последовавшим за ним тяжелейшим преступлениям.
3. Национализм и религиозный фундаментализм в любых формах и проявлениях — неприемлемы.
4. Переход от авторитарного режима к демократическому должен быть мирным, ненасильственным и осуществляться законным, конституционным путём.
5. Необходимо немедленное прекращение гонки вооружений, отказ от государственной пропаганды войны, милитаризации страны, угроз и устрашения во внешней политике.
6. Необходимо полное отделение бизнеса и собственности от власти (к слиянию которых привела ошибочная политика 1990-х и 2000-х годов), отказ от поддержки олигархического бизнеса из бюджета. Обязателен переход от сырьевой экономики к современной высокотехнологичной.
7. Необходимо гласное и публичное расследование всех фактов коррупции в Правительстве, Администрации Президента, правоохранительных органах, госкомпаниях и госкорпорациях. Виновные должны понести наказание, кого бы это ни касалось.
8. Должны быть прекращены политические репрессии, отменены все репрессивные законы, ограничивающие права и свободы человека, зафиксированные во второй главе Конституции Российской Федерации (включая антисиротский закон, ограничение права на митинги, присвоение НКО статуса «иностранного агента» и закон о нежелательных иностранных организациях). Необходима отмена цензуры в СМИ, социальных сетях и сфере культуры, прекращение произвольной блокировки интернет-ресурсов. Также должна быть прекращена дискриминация в отношении меньшинств.
9. Россия должна признать суверенитет Украины в границах 2013 года, прекратить поддержку криминала и сепаратистов, разжигание ненависти и пропаганду войны. Решение крымского вопроса возможно в соответствии с дорожной картой, выработанной в рамках специально созванной международной конференции.
10. Достойное и успешное будущее России может быть основано только на ценностях свободы, прав человека, принципах демократии, правового государства и неприкосновенности частной собственности.

### «Яблоко» о российской специфике
По мнению основателей партии «Яблоко», европейские модели либерализма предпочтительнее американских. Признавая цивилизационную, социокультурную специфику России, лидеры «Яблока» настаивали на необходимости учитывать её при осуществлении реформ. Эта специфика в первую очередь включает в себя традиционно высокую роль государства в экономической жизни страны, устойчивую ориентацию значительных слоёв населения на то, чтобы государственные институты оказывали социальную помощь. Анализируя особенности социально-экономической и исторической эволюции России, представители «Яблока» особое внимание уделяли диспропорциям в развитии нашей страны. Для успеха реформ необходимо устранение этих диспропорций, что возможно лишь при эффективной регулирующей роли государства.

### Земля — дома — дороги
Распространяемая партией книга с названием «Земля — дома — дороги. К жилищному вопросу: стратегия прорыва» содержит описание стратегии «Земля — дома — дороги», утверждённой решением № 10 от 28.02.2009 г. Политкомитета РОДП «Яблоко». Стратегия позиционируется партией как направленная на комплексный вывод страны из кризиса. Так, согласно программе, главной реформой должна стать безовозместная передача участков земли гражданам под строительство частных домов, с условием безвозместной прокладки (за счёт накопленных резервов) дорог, газа, электричества, а также льготного кредитования для строительства на этих участков жилищ, что, по мнению партии, должно првести к всплеску внутреннего спроса на рынке, росту занятости населения, заселённости малонаселённых территорий и глобально поспособствовало бы решению демографических проблем. Программа стала постоянной частью предвыборной партийной программы «Яблока».

### Смертная казнь
«Яблоко» выступает против смертной казни в России. После того, как 10 февраля 2013 года глава МВД России Владимир Колокольцев в интервью передаче «Вести в субботу» телеканала «Россия-1» сказал, что не имеет ничего против возвращения смертной казни в России, это вызвало жёсткую критику со стороны партии, на сайте которой появилось предложение отправить министра в отставку.

### Права ЛГБТ
Партия «Яблоко» неоднократно выступала за права ЛГБТ-сообщества. 5 апреля 2012 года активисты амурского отделения партии организовали согласованный с властями митинг за права ЛГБТ. В 2016 году Санкт-петербургское отделение партии включило в программу пункты о поддержке ЛГБТ, а в 2017 году в программу избирательного объединения «Партия „ЯБЛОКО“ в г. Москве» на выборах депутатов представительных органов местного самоуправления в городе Москве было зафиксировано, что кандидаты от партии выступают против дискриминации по сексуальной ориентации. Также в 2016 году в предвыборный план законодательной работы фракции «Яблоко» в Государственной думе был включён пункт о необходимости отмены закона об ответственности за «пропаганду нетрадиционных сексуальных отношений». О необходимости отмены этого закона говорилось и на предвыборном сайте партии. А в федеральной программе партии декларировалась необходимость развития «таких форм межчеловеческой поддержки, как гражданское партнёрство, позволяющее людям, не связанным родственными отношениями, оказывать друг другу взаимную поддержку и помощь, предоставляя гражданам, заключающим такое партнёрство, возможности посещения друг друга в больнице, совместного владения имуществом, наследования и т. п.». Молодёжная и Гендерная фракции партии «Яблоко» неоднократно делали заявления и проводили акции в поддержку прав ЛГБТ-сообщества.
Некоторые известные «яблочники», в том числе Галина Михалёва, Максим Резник и Алексей Мельников, выступают в поддержку ЛГБТ. «Защита от дискриминации ЛГБТ-сообщества» была определена в 2011 году как одно из новых направлений работы гендерной фракции. Члены Московского «Яблока» приняли участие в мероприятиях Недели против гомофобии в 2011, а Московское «Молодёжное Яблоко» выпустило специальное заявление в её поддержку. Также «Молодёжное Яблоко» планировало участвовать в Марше равенства в 2011 году. Лидеры партии Сергей Митрохин и Григорий Явлинский неоднократно выступали с осуждением гомофобии. Член «Молодёжного Яблока» Николай Кавказский отмечал, что «гей-парад не карнавал, а правозащитное мероприятие <…> которое нужно устраивать не один раз в год, а почаще». Тем не менее, поддержка ЛГБТ не включена в программу партии.
Депутат Государственной Думы III созыва Александр Федулов, руководитель курской парторганизации «Яблока» летом 2011 года обратился к Президенту России Дмитрию Медведеву с призывом «защитить нравственное и духовное здоровье абсолютного большинства россиян от агрессивного, наглого „розово-голубого“ меньшинства», после чего был подвергнут критике со стороны Сергея Митрохина, который отметил, что «В цивилизованном государстве права граждан должны соблюдаться независимо от их национальности, социальной принадлежности и сексуальной ориентации».
Сергей Митрохин при этом призвал ЛГБТ-сообщество воздержаться от проведения гей-парадов «провоцирующей часть российского общества на агрессию и насилие — против не только участников самих парадов, но и вообще всех граждан нетрадиционной сексуальной ориентации».
Позднее Александр Федулов был исключён из партии «за неоднократные публичные высказывания и заявления националистического и человеконенавистнического характера, а также поддержку руководства авторитарно-олигархического коррупционного режима».
2 апреля 2017 года партия приняла заявление о недопустимости геноцида ЛГБТ-сообщества в Чеченской Республике.
28 марта 2019 года на официальном сайте партии была опубликована позиция партии «Яблоко» против дискриминации ЛГБТ. В ней партия ссылается на свои программные документы и документы международных организаций, в которых она состоит. Партия заявила, что:
Защита прав человека в отношении представителей ЛГБТ-сообщества – одно из важных направлений правозащитной деятельности партии «Яблоко».

## Межпартийное и межорганизационное сотрудничество

### Межпартийное сотрудничество
С ДВР у «Яблока» были серьёзные противоречия[значимость факта?], которые Явлинский охарактеризовал ещё в апреле 1996 года:
У меня с Егором Тимуровичем [Гайдаром] много разногласий по экономическим, политическим и даже этическим вопросам: я осуждал политику конфронтации, приведшую к октябрьской трагедии 1993, а он — нет; «Выбор России» подписал Договор об общественном согласии с Жириновским и Ельциным, а я — нет; Гайдар против экономического союза с бывшими республиками СССР, а я — за; он не считает жизненно важными региональные реформы, а я уверен, что они основа реформирования России; он пропагандирует финансовую стабилизацию, а я считаю самыми главными на сегодняшний день вопросы собственности, приватизации и демонополизации; «Выбор» считает, что рынок сам всё отрегулирует, а мы уверены, что без промышленной политики все равно ничего не получится; они думают, что выживать должен сильнейший, мы предлагаем поддерживать прежде всего мелкий и средний бизнес, создать систему социальной защиты населения; они говорят, что удастся снизить инфляцию без создания реальной конкуренции и демонополизации, мы заявляем, что таким образом по-настоящему это сделать нельзя; они третий год подряд поддерживают бюджет, чем одобряют политику правительства в целом, мы три года единогласно голосовали против.
Подобные различия были и с другими партиями, однако затем ситуация изменилась. После выборов 1999 в Думе поначалу возникло временное тактическое соглашение между фракцией «Единство» и КПРФ — располагая парламентским большинством, они взяли в свои руки распределение руководящих постов в Думе. Во-вторых, «Яблоко» само неудачно выступило на выборах. Эти факторы вызвали рост настроений в пользу объединения демократов. Первым таким кандидатом, с которым можно было сотрудничать, являлся к тому времени «Союз правых сил». Важным фактором в пользу такого союза было то, что лидеров двух партий — Григория Явлинского и Бориса Немцова — связывали давние личные отношения. Однако потом ситуация поменялась, когда сформировалась новая коалиция (Единство, ОВР, Регионы России), а КПРФ была оттеснена в оппозицию. Во время думской предвыборной кампании 2003 года Б. Немцов пригласил в качестве руководителя штаба СПС А. Коха, который объявил о том, что главным противником СПС на выборах является «Яблоко». Были предприняты шаги из области «чёрного пиара»: создано движение «„Яблоко“ без Явлинского» (прекратившее своё существование сразу после выборов), по Москве расклеивались плакаты, где Явлинский был изображён вместе с Г. Зюгановым.

Голосование за «Яблоко» на выборах в Московскую городскую думу, 2005 г.

На парламентских выборах 7 декабря 2003 ни «Яблоко», ни СПС не смогли преодолеть 5%-й барьер и не провели своих представителей в Думу по партийным спискам. Единственным примером совместного выступления двух партий на этих выборах стал Чертановский избирательный округ № 204 в Москве, где кандидат в депутаты Государственной Думы Владимир Кара-Мурза-мл. был официально поддержан как СПС, так и «Яблоком». Следующим (и последним) успешным проектом сотрудничества двух партий было формирование единого списка «Яблока» и СПС на выборах в Мосгордуму 2005 года, в результате чего депутатами стали 2 «яблочника» и 1 член СПС (впоследствии перешедший в «Единую Россию»). В феврале 2012 года Сергей Митрохин заявил: «Я не исключаю участие „Яблока“ в коалициях демократических сил. Я считаю, что эти коалиции должны быть основаны на трёх китах: помимо общедемократического мировоззрения, они должны базироваться на антиолигархизме, интернационализме, и антисталинизме».
Так как и «Яблоко», и КПРФ обе были оппозиционны, случалось так, что они вместе голосовали и за недоверие правительству, и против предлагаемых правительством инициатив. Тем не менее, руководство «Яблока» настаивает на том, что цели у этих партий различны. Более того, между ними часто разгорались ожесточённые дискуссии.
На выборах в Мосгордуму 2014 года «Яблоко» выдвинуло по своему списку представителей оппозиционных партий «5 декабря» и «Демократический выбор».
В 2016 году окончилась неудачей попытка создания предвыборной коалиции между политическими партиями Яблоко и ПАРНАС. Председатель Яблока Э. Э. Слабунова отказалась от предложенных условий объединения: общий список обеих партий на предстоящих выборах в Государственную думу, созданный путём включения членов Яблока в список ПАРНАС и поддержка ПАРНАС Явлинского на выборах президента России в 2018 году. Такое предложение она назвала провокацией и предложением «Яблоку» самоликвидироваться. В итоге «Яблоко» выдвинуло в Государственную думу отдельный список. В дальнейшем Яблоко подвергло критике близкую ему по взглядам партию ПАРНАС, пожалуй, гораздо жёстче, чем Единую Россию. В июле 2016 года Э. Э. Слабунова в статье, посвящённой праймериз в России, раскритиковала праймериз партии ПАРНАС, заявив следующее: «в праймериз Демкоалиции и осенью прошлого года, и в этот раз приняли (или планировали принять участие) менее 0,01 % избирателей. О большой легитимности прошедших предварительных выборов такие цифры явно не говорят». Причём в этой же статье Э. Э. Слабунова даже не упомянула прошедшие 22 мая того же года праймериз Единой России.
На выборах разного уровня 2016 года Яблоко выдвинуло большое количество кандидатов — 481 человека в Государственную думу РФ и 1501 человека в региональные парламенты. Среди кандидатов Яблока оказалось довольно много беспартийных, а также выходцев из других политических партий (Единой России, Справедливой России и других). При этом партия не выдвинула никого по 49 одномандатных округам в Государственную думу, а также не принимала участия в выборах в парламенты 8 субъектов Российской Федерации.
В феврале 2016 года депутат Госдумы Дмитрий Гудков и экс-сопредседатель партии ПАРНАС Владимир Рыжков призвали демократическую оппозицию создать единый список на базе «Яблока» на осенних думских выборах. В июле 2016 года «Яблоко» выдвинуло коалиционный список на выборах в Государственную Думу; из беспартийных политиков в федеральную «десятку» вошли Дмитрий Гудков, Владимир Рыжков и Галина Ширшина. Кроме того, ряд членов незарегистрированных партий «5 декабря» и «Демократический выбор» были выдвинуты в одномандатных округах.

### Диссернет
«Яблоко» оказало некоторую информационную поддержку сообществу «Диссернет», которое занимается выявлением плагиата в диссертациях (в основном известных людей). Например, в июне 2016 года на официальном сайте «Яблока» было опубликовано со ссылкой на основателя этого общества А. В. Заякина сообщение о лишении двух российских политиков, в диссертациях которых «Диссернет» ранее выявил плагиат, учёных степеней. По словам Эмилии Слабуновой, в 2016 году «Яблоко» отказалось выдвигать нескольких человек (фамилии их Слабунова не назвала) в качестве кандидатов, после проверки их научных работ «Диссернетом».

### Сотрудничество с движением «Городские проекты» и Максимом Кацем

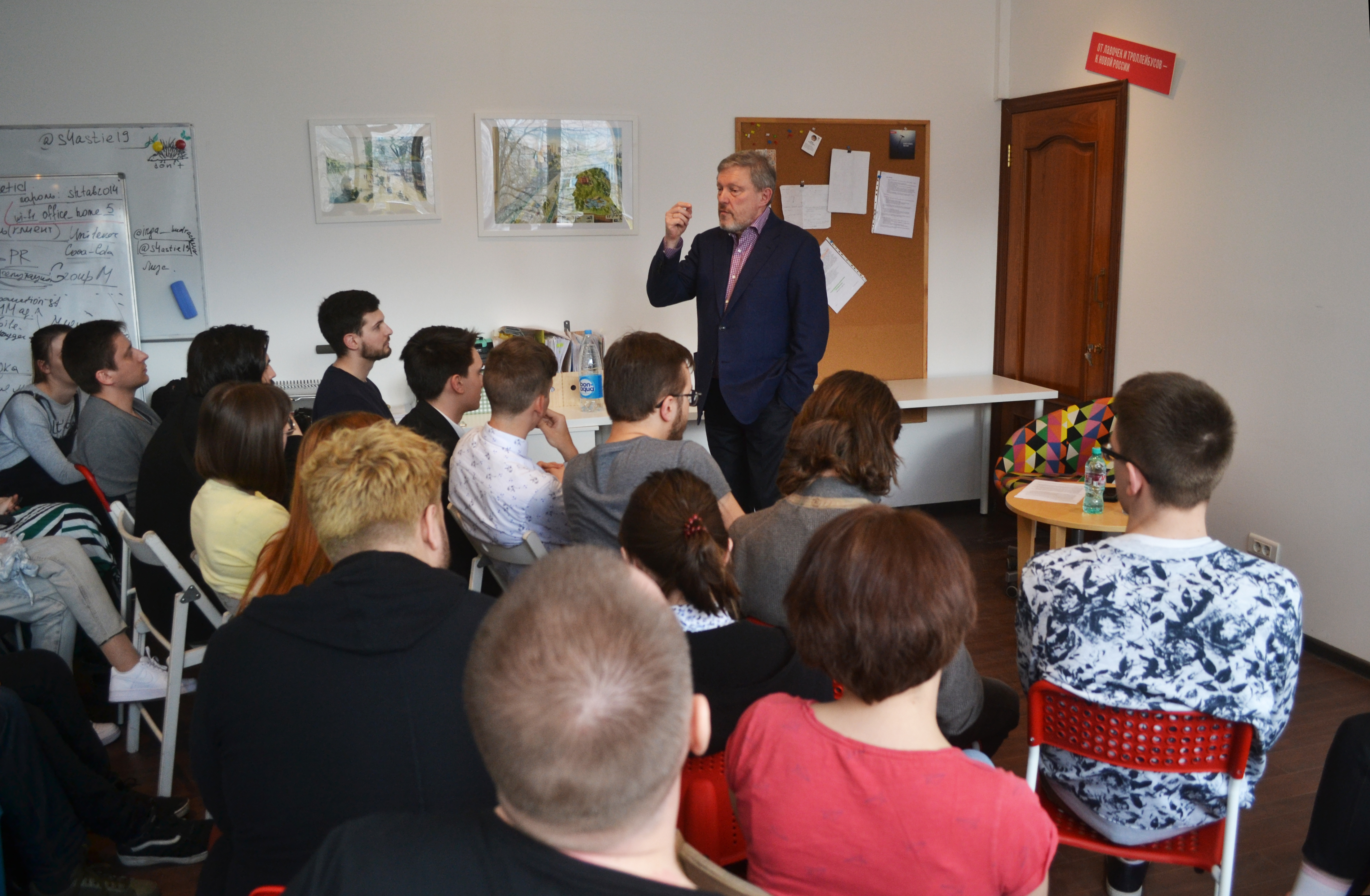
Основатель Яблока Григорий Явлинский выступает в офисе Городских Проектов перед участниками движения

В октябре 2016 года в партию вступил политик Максим Кац, директор фонда «Городские проекты». Практически сразу после этого, в январе 2017 года, Кац был исключён из партии «за нанесение политического ущерба». Несмотря на это, в 2017 году Максим Кац вместе с Дмитрием Гудковым организовали проект «Объединённые демократы», в рамках которого призвали молодых кандидатов на муниципальных выборах в Москве выдвигаться от партии Яблоко и помогали им вести кампании. В результате кампании «Яблоко» получило 178 мандатов и стало второй партией в Москве по количеству муниципальных депутатов. Комментируя результаты выборов для «Яблока», Григорий Явлинский назвал Каца «эффективным союзником» и отметил привлечение интереса молодёжи к выборам.
После достижения успеха на муниципальных выборах, Максим Кац был восстановлен в партии в 2018 году. Также были приняты несколько сотен сторонников фонда «Городские проекты», которым ранее было отказано во вступлении.
В 2019 году Максим Кац был назначен главой штаба муниципальной кампании «Яблока» в Санкт-Петербурге. Коалиция «Яблока» и «Городских проектов» смогла привлечь более 600 кандидатов для участия в выборах, из которых 99 стали депутатами.
В 2019 году сотрудница «Городских проектов» Дарья Беседина, состоящая в партии Яблоко, стала депутатом Московской Городской Думы и вошла во фракцию партии.
В 2020 году Максим Кац вновь был исключён из партии «Яблоко», опять за нанесение политического ущерба. Несмотря на это, кандидаты от «Городских проектов» выдвинулись от «Яблока» на региональные выборы. Победа главы отделения «Городских Проектов» в Самаре позволила партии впервые получить муниципального депутата в этом городе, а кандидаты от «Городских Проектов» в Томске, избранные по одномандатным округам, позволили увеличить фракцию Яблоко до 4 человек. Вместе с Максимом Кацем из партии исключена группа его сторонников.
3—4 апреля 2021 года «Яблоко» провело новый этап XXI Съезда, в котором приняли участие почти 120 делегатов из десятков регионов. Дарья Беседина подняла вопрос о выдвижении Анастасии Брюхановой в 198 округе Москвы. Большинство делегатов съезда проголосовали против выдвижения Анастасии Брюхановой, выдвинув кандидатуру Марины Литвинович. Анастасия Брюханова была против такого решения, выдвинулась как самовыдвиженец и собрала почти 16 тысяч подписей в 198 округе Москвы.

#### Кацизм
В 2017 году на фоне продолжающегося конфликта Максима Каца с руководством Яблока, председателем Московского отделения для обозначения сторонников Максима Каца в партии был определён термин «кацисты». Правомерность использования такого термина Митрохин объяснял собственным филологическим образованием. Термин предполагалось использовать в качестве негативного: кацистов обвиняли в поддержке платных парковок, а также в несоответствии ценностям партии и сотрудничестве с мэрией Москвы.
Кацисты характеризуются прессой как молодые люди, сторонники Каца, при этом не всегда согласные с самим Кацем, однако активно критикующие Григория Явлинского. Количество кацистов в московском отделении Яблока в 2018 году оценивалось как 200 человек (по другим сведениям, в 2016 году число кацистов в московском отделении было 321).
В дальнейшем термин неоднократно использовался как противниками, так и сторонниками Максима Каца, и даже самим Максимом Кацем, называвшим противостояние с руководством Яблока «борьбой с кацизмом». В 2021 «борьба с кацизмом» привела к исключению из партии большого количества членов, причём не только в московском отделении, но и в санкт-петербургском.
Сами кацисты обозначают в качестве своих целей выдвижение ярких кандидатов, ведение хорошо организованных предвыборных кампаний, считают взгляды Яблока правильными, однако менеджмент — неэффективным.

### Конфликт с коалицией «Новосибирск 2020»
В феврале 2020 года председатель новосибирского регионального отделения «Яблока» Светлана Каверзина стала одной из основательниц коалиции «Новосибирск 2020» — объединения, созданного новосибирскими активистами и политиками для участия в выборах в Совет депутатов Новосибирска и «борьбы с альянсом КПРФ и „Единой России“». Вскоре после этого, 20 марта, руководство «Яблока» исключило С. В. Каверзину, А. А. Нелидова, М. В. Рязанцева и В. Д. Удинцева из состава партии с формулировкой «за коалицию с националистами». Претензии федерального бюро вызвало присутствие в «Коалиции» лидера организации «Гражданский патруль» Ростислава Антонова. Позже Каверзина уже как самовыдвиженка стала депутатом Совета депутатов города Новосибирск, набрав 46 % голосов и победив кандидата от «Единой России».

### Сотрудничество с другими движениями и отдельными оппозиционными политиками
Партия Яблоко длительное время сотрудничает с правозащитными оппозиционными общественными организациями, а также с непартийными оппозиционными политиками. Так, правозащитный центр партии, полностью состоявший из беспартийных правозащитников, был преобразован в правозащитную фракцию только в 2006 году. Один из видных руководителей сначала центра, а потом фракции — известный правозащитник Андрей Бабушкин, сотрудничавший с партией в 1990-х годах, официально стал членом Яблока только в 1999 году.
На выборах партия, как правило, предоставляет беспартийным оппозиционерам схожих убеждений места в партийных списках. На выборах в Государственную Думу 2021 года в партийный список Яблока были включены такие известные оппозиционные политики, как Андрей Пивоваров и Марина Литвинович.

## Доходы и расходы
В 2000-е годы «Яблоко» было партией без членских взносов — в 2002—2009 годах они не приносили ничего партии (хотя существовал взнос в размере 20 руб. в год за регистрационную карточку). Основным источником существования партии были пожертвования от юридических лиц — в 2009 году они составили 97,8 % доходов «Яблока». По итогам выборов в Государственную думу 2011 года партия получила право на государственное финансирование. Частные пожертвования в 2010-е годы практически прекратились: в 2014 году они составили 111 млн руб., а в 2015 году — менее 1 млн руб.
Почти все доходы «Яблока» в 2015 году составило государственное финансирование (за полученные на выборах голоса избирателей) — 99 % всех партийных доходов.
Начиная с сентября 2016 года (после выборов в Госдуму), «Яблоко» не получает государственного финансирования. С этого года в партию начинают поступать пожертвования от юридических лиц: 225 919 000 рублей в виде пожертвований в 2016 году. В 2017 году партия получила от юридических лиц 226 984 000 рублей, в 2018 году 317 235 000, в 2019 году 251 305 000, в 2020 году 208 795 000.
Крупнейшие жертвователи «Яблока» в 2020 году:
1. Региональная общественная организация содействия профессиональному росту молодых специалистов (16 272 000 рубля),
2. Региональная общественная организация содействия развитию технологий защиты лесов от пожара (15 467 000 рубля),
3. Региональная общественная организация содействия защиты прав граждан рекламодателей (15 458 000 рубля),
4. Региональная общественная организация «Содействие сохранению памятников славянской письменности» (15 452 000 рубля)[231],

По состоянию на 2020 год «Яблоко» финансируются через общественные фонды, что позволяет избежать указания источников своих доходов: фонд-жертвователь не обязан сообщать, откуда получил средства, которые потом перечислил политической партии. «Собеседник» в 2021 году сообщал, что «Яблоко» имеет больше десятка фондов-доноров, которые зарегистрированы по одному адресу. В руководство этих фондов входят одни и те же лица. Так, Галина Игнатова была руководителем сразу двух организаций-спонсоров «Яблока» — «Содействие мирному сосуществованию народов» и «Содействие профессиональному росту молодых специалистов». Инна Алексеева была учредителем двух спонсоров «Яблока» — «Содействие профессиональному росту молодых специалистов» и «Содействие в организации мероприятий по минимизации налогов».
Комментируя ситуацию с финансированием Яблока председатель федерального политического комитета Григорий Явлинский объяснил, что фонды аффилированы со спонсорами партии, созданы спонсорами так как им это удобнее с точки зрения «уплаты налогов и других дел». При этом Явлинский отказался назвать спонсоров партии, которые стоят за указанными организациями.
Эти организации существуют с начала 90-х годов, предприниматели боятся напрямую финансировать политическую партию Яблоко. Они ищут прокладки, они сами создают эти прокладки, и через эти прокладки финансируют партиюГригорий Явлинский
В 2017 году заместитель председателя партии Сергей Иваненко сообщил изданию Ведомости, что любое финансирование партии бизнес должен согласовывать с администрацией президента.

## Мнения, критика, обвинения, скандалы
Руководитель региональных программ Фонда развития информационной политики, политолог Александр Кынев (бывший член «Яблока», покинувший его с командой В. Игрунова в 2001 году) отмечает:
За минувшие годы из партии ушло множество людей, которых нередко сами „яблочники“ именуют „предателями“ и всячески игнорируют при проведении любых мероприятий (оказывается, что порой политического противника пригласить на мероприятие „Яблока“ проще, чем бывшего соратника). Ярким примером сектантско-мстительного отношения к бывшим соратникам, где личное явно доминирует над ценностным, является упомянутая история с попыткой снять с выборов в Мосгордуму Хованскую. Что интересно, если посмотреть на состав фракции партии и партийного руководства конца 1990-х — начала 2000-х, то выяснится, что в то время почти вся партия состояла из будущих „предателей“. Причём показательно, что большинство ушедших публично не высказывали никаких претензий к позиции партии и её программе, но были недовольны стилем руководства и принятия решений. Проще говоря: приходили они в „Яблоко“: а уходили от Явлинского и Митрохина.
Негативно к партии относился Владимир Жириновский. В 2012 году он сказал: «На „Яблоке“ можно поставить крест. Яблоко сморщилось, сгнило». Писатель Александр Проханов обвинил партию в лицемерии, а Борис Грызлов обвинил программу партии в популизме.
Несмотря на то, что это одна из немногих партий, которая обращает внимание на окружающую среду, обозреватели Александр Кулагин и Светлана Ильинская в статье на сайте информационного агентства «Бета-пресс» критикуют позицию партии по вопросам защиты прав животных:
Зато „Яблоко“ так возлюбило синантропных зубастых хищников, что зафиксировало их „право на жизнь“ в своих программных документах. Плевать на истребляемую собаками фауну, инфекционную опасность, гибель людей. Это лишь незначительные издержки биотолерантного гуманизма. Главное — борьба с режимом Путина.
После продолжительного конфликта в петербургском отделении партии, Михаил Амосов подверг критике Григория Явлинского, обвинив его в авторитаризме. Позже Михаил Амосов вышел из партии.
Историк и политический аналитик Валерий Соловей критически оценивает идею существования партии:
«Яблоко» – это история о том, как оппозиционность можно держать в строго заданных властью рамках. Кто-то это упорно объясняет необходимостью выживания партии в авторитарной стране. Но когда выживание уже стало смыслом вашего существования, от вас уже никто и ничего не ждёт.
В январе 2022 года политолог Екатерина Шульман усомнилась в самом существовании Яблока как политического субъекта, а также заявила, что действующее руководство «не озабочено никакими электоральными целями вообще».

### Конфликты
У членов «Яблока» неоднократно происходили конфликты, становившиеся резонансными:
- Один из конфликтов произошёл на телепередаче «К барьеру!». В выпуске от 27 сентября 2007 года участвовали Владимир Жириновский и Сергей Иваненко. Темой была «Выборы в России». Во второй схватке секундант Иваненко, член партии «Яблоко» генерал-майор Антон Горецкий сравнил Жириновского с горлопаном и в открытую спросил, есть ли у того совесть. На это Жириновский сказал, что «такие трусливые генералы проиграли войну в Афганистане», после чего Горецкий встал с места и направился к Жириновскому с целью побить его, но был остановлен ведущим передачи Владимиром Соловьёвым[246]. В конце программы с минимальным преимуществом победил Сергей Иваненко.
- 4 февраля 2011 года Сергей Митрохин оказался в центре медиаскандала, в прямом эфире нецензурно высказавшись по отношению к телеведущему интернет-телеканала «Комсомольская Правда», который нахамил Митрохину[247].
- Вечером 15 марта 2013 года группа юношей и девушек проникла в центральный офис партии, расположенный на Пятницкой улице в Москве, когда в нём остался лишь дежурный охранник. Они забрали всю находящуюся у входа в офис в свободном доступе литературу, изданную «Яблоком», и сожгли её в мусорной урне поблизости от офиса. Видеоролик с кадрами «конфискации и сожжения макулатуры партии сатанистов и извращенцев Яблоко» был выложен на интернет-сайте движения «За Россию, Путина и Народный фронт». На записи один из участников акции, Дмитрий Цорионов, называет себя активистом движения «Божья воля» и сообщает, что активисты «отправляют запрос в прокуратуру Российской Федерации с целью признать так называемую партию „Яблоко“ экстремистской, потому что они растлевают наш народ, борются с русской православной церковью и с храмовой программой „200“, спонсируется из-за рубежа для того, чтобы растлевать и подрывать основы нашего общества»[248]. Акция была связана с тем, что в октябре 2012 г. в рамках дискуссионного клуба партии «Яблоко» активисты партии, представители инициативных групп граждан, эксперты и православные активисты обсудили планы строительства «храмов шаговой доступности» в Москве. Представители «Яблока» выступали против строительства храмов на территориях природного комплекса[249].[значимость факта?]
- "Московское областное отделение «Яблока» выдвинуло во главе партийного списка на выборах депутатов Солнечногорска члена муниципальной общественной палаты, соучредителя движения «Свои» Евгения Лашкевича. Ранее в социальных сетях Лашкевич называл Григория Явлинского, «Алексея Навального и им подобных» «сторонниками развала и врагами России». «Явлинский открыто заявил, что его позиция — это провести референдум в Крыму. То есть этот упырь хочет вернуть Крым Украине», — заявил Евгений Лашкевич"[250]. Исполком Бюро партии рекомендовал областному отделению отозвать данного кандидата, после чего не дожидаясь формального решения Лашкевич заявил о снятии своей кандидатуры с выборов[251].

### Исключения членов партии
За всю историю развития партии из неё был исключён ряд видных членов, сделавших далее политическую карьеру: Оксана Дмитриева, Алексей Навальный, Максим Резник, Максим Кац, Илья Яшин.
Председательство Сергея Митрохина ознаменовалось не только исключениями членов, но и приостановкой полномочий руководящих органов региональных отделений. В частности, были приостановлены полномочия Омского, Белгородского (за сотрудничество с «Единой Россией»), Брянского (за снятие председателя местного отделения — кандидата в губернаторы области Андрея Пономарёва — с выборов в интересах действующего губернатора области Николая Денина, позднее обвинённого в коррупции), Краснодарского (за нарушение партийной дисциплины), Санкт-Петербургского и ряда других отделений.
В 2020 году Федеральное бюро «Яблока» исключило из партии 16 человек, в том числе сооснователя фонда «Городские проекты», Максима Каца. В решении бюро сказано, что Кац пытался возглавить московское отделение партии путём создания в нём «искусственного большинства» из своих сторонников, не принимавших самостоятельные решения. Кац заявил о намерении обжаловать решение бюро.
В 2021 году массовые исключения из партии в рамках «борьбы с кацизмом» продолжились. Из московского отделения было исключено не менее 98 членов (по утверждению одного из исключенных — более 200). Исключённые члены заявили о расколе партии, а также о том, что нынешнее руководство партии «ведёт планомерную борьбу с гражданским обществом», «оправдывает репрессии» и «обвиняет тех, кто с ними борется», и объявили о создании общественного движения «Яблоко» с целью вернуть партию под контроль своих единомышленников либо создать новое юридическое лицо.
Помимо этого 189 членам было отказано в регистрации, и 488 сняли с учёта, лишив их права на любую форму участия во внутренних выборах. Многие снятые с регистрации члены партии считают данное действие не соответствующим закону о политических партиях, и оспаривают его в суде.

### Рейтинг-опросы
| Источник     | Дата опроса         |        |      |      |      |        |
| Источник     | Дата опроса         | Яблоко | ЕР   | КПРФ | ЛДПР | Другие |
| ------------ | ------------------- | ------ | ---- | ---- | ---- | ------ |
| Выборы, 2007 | 2 декабря 2007      | 1,6    | 64,3 | 11,6 | 8,1  | —      |
| Левада-центр | 23—27 ноября 2007   | 2      | 66   | 12   | 8    | —      |
| ВЦИОМ        | Август 2007         | 1      | 47   | 8    | 5    | —      |
| Левада-центр | Август 2007         | 3      | 59   | 18   | 7    | —      |
| Левада-центр | Май 2007            | 2      | 55   | 19   | 11   | —      |
| Левада-центр | Январь 2007         | 5      | 47   | 20   | 11   | —      |
| Выборы, 2003 | 7 декабря 2003      | 4,3    | 37,6 | 12,6 | 11,5 | —      |
| ФОМ          | 27 октября 2003     | 3,2    | 31   | 16,4 | 8,7  | 2,3    |
| ВЦИОМ        | 28—29 сентября 2002 | 6      | 28   | 31   | 5    | —      |
| ФОМ          | 25—26 мая 2002      | 3      | 27   | 23   | 4    | —      |
| ФОМ          | 10—11 февраля 2001  | 5      | 19   | 21   | 5    | —      |
| Выборы, 1999 | 19 декабря 1999     | 5,93   | 23,3 | 24,3 | 5,9  | —      |
| ВЦИОМ        | 12 декабря 1999     | 8      | 21   | 24   | 4    | —      |
| ФОМ          | 12 декабря 1999     | 7      | 16   | 21   | 5    | —      |
| ФОМ          | 30—31 октября 1999  | 12,9   | —    | 25,9 | 5,1  | —      |
| АРПИ         | 4—10 октября 1999   | 19     | —    | 30   | 7    | —      |
| ФОМ          | 24—25 июля 1999     | 11     | —    | 23   | 6    | —      |
| ROMIR        | 5—15 июля 1999      | 13,5   | —    | 22,5 | 4,7  | —      |
| ФОМ          | 29—30 мая 1999      | 13     | —    | 24   | 7    | —      |
| ROMIR        | 5—15 мая 1999       | 13,4   | —    | 23,6 | 5,4  | —      |
| ФОМ          | 27—28 февраля 1999  | 11     | —    | 26   | 4    | —      |
| ROMIR        | 5—15 января 1999    | 13,3   | —    | 22,8 | 3,7  | —      |
| ВЦИОМ        | 18—22 декабря 1998  | 12     | —    | 21   | 3    | —      |
| ROMIR        | 5—15 ноября 1998    | 12,7   | —    | 25,1 | 3,5  | —      |
| РНИСиНП      | 1—5 апреля 1998     | 18,4   | —    | 24   | 3,9  | —      |
| ФОМ          | 30 октября 1997     | 10     | —    | 21   | 2    | —      |
| Выборы, 1995 | 17 декабря 1995     | 6,89   | —    | 22,3 | 11,2 | —      |
| ВЦИОМ        | 11 декабря 1995     | 12     | —    | 9    | 16   | —      |
| ВЦИОМ        | 30 ноября 1995      | 17,9   | —    | 6,6  | 2,8  | —      |
| ЭИРСПС       | 5 октября 1995      | 11     | —    | 20   | —    | —      |
| ФОМ          | сентябрь 1995       | 6      | —    | 10   | 5    | —      |
| ФОМ          | 22 сентября 1995    | 6      | —    | 5    | 10   | —      |
| ФОМ          | 14 июля 1995        | 8      | —    | 7    | 4    | —      |
| Выборы, 1993 | 12 декабря 1993     | 7,86   | —    | 12,4 | 22,9 | —      |
| ИСПИ         | 25 ноября 1993      | 9      | —    | 10   | 2    | —      |